# Иван Чепаринов
Иван Чепаринов (Иван Неделчев Чепаринов)  е шахматист, гросмайстор от България. Шампион на България за 2004, 2005 и 2012 г.
Роден е на 26 ноември 1986 г. Според ранглистата на ФИДЕ към януари 2008 г., неговият ЕЛО коефициент е 2713 т., което го поставя на 2-ро място в България,  19-о в света към горната дата и 63-то в света за всички времена (виж Върхови ЕЛО постижения).
Научава се да играе шахмат на петгодишна възраст и напредва достатъчно бързо. През 2000 г., на 14 години, побеждава в младежкото първенство на България, а на турнира във Вайк ан Зее печели титлата „Международен майстор“.
На шахматния турнир в Кория дел Рио (Испания) през февруари 2004 г. Чепаринов завършва на второ място. Става шампион в мъжкото първенство на България за 2004 г. и през октомври на 18 г. е удостоен със званието „Гросмайстор“.
През 2005 г. е отново републикански шампион и участва в състезанията за световната купа в Ханти-Мансийск. В първия кръг елиминира Алексей Федоров, отстранява във втория кръг силния украински шахматист Василий Иванчук, в третия кръг отпада от бъдещия световен шампион Магнус Карлсен, но го побеждава ефектно с черните фигури във втората от 4 партии (виж раздел Избрани партии).
През 2007 г., отново за световната купа, Чепаринов достига четвъртфинал като отстранява Шахрияр Мамедяров и отпада от Магнус Карлсен. На индивидуалното европейско първенство по шахмат за мъже завършва пети по допълнителни показатели (дели първо място с равен брой точки заедно с шест други шахматисти). През октомври същата година с испанския клуб Linex-Magic Merida печели Европейската клубна купа.
Постиженията на Иван Чепаринов повишават рейтинга му, за да го класират като участник в първите серии FIDE Grand Prix. През 2012 г. той дели 1-во място (2-ри след тайбрек) на открития турнир „Албена“ с резултат 7 т. от 9 възможни и чисто 1-во място на открития турнир „Варна“ с 6,5 т. / 9, които се провеждат в България. През март 2013 г. постига 6,5 т. / 9 на турнира Kaрпoс Oупън, на половин точка от победителя. През август 2013 г. Чепаринов дели 2-ро – 7-о място с 8 т. / 10 за Купата на Политикен. През февруари 2014 г. той спечелва турнира „Трейдърс Гибралтар“ в тайбрек на блиц срещу сълидерите Василий Иванчук и Никита Витугов.

## Шахматни олимпиади
| Година | Организатор | Отбор    | Класиране (отборно) | Дъска |
| 2002   | Блед        | България | 27                  | Първа |
| 2004   | Калвия      | България | 9                   | Трета |
| 2006   | Торино      | България | 9                   | Втора |

## Избрани партии
1. Mагнус Карлсен – Иван Чепаринов 0 – 1
Турнир за Световната купа на ФИДЕ, 3-ти кръг, Ханти-Мансийск, 4.12.2005 г., Индийска защита 

След 35. ... Тb8! Карлсен вижда заплахата 36. ... Тb2, но недооценява 36. ... Тb4 и избира грешен план за спечелване на пешката с3: 36. Ое4? с идея 35. О:d5 О:d5 36. Д:c3 вместо равностойното 36. Ob1. В позицията на диаграма 1 Чепаринов прави най-силния ход 36. ... Тb4!! 37. Дd3 Ob5!! и сега печели фигура: 38. Дf3 Т:е4 39. Д:е4 О:f1 40. Д:а4 Оd3 41. Дс6 Цf7 (диаграма 2). Карлсен се предава.
|   | a | b | c | d | e | f | g | h |   |
| 8 | черен топ на черно поле b8 · черен цар на бяло поле g8 · черна дама на черно поле e7 · черна пешка на бяло поле h7 · черен офицер на бяло поле c6 · черна пешка на бяло поле e6 · черна пешка на бяло поле g6 · черен кон на бяло поле d5 · бяла пешка на черно поле e5 · бяла пешка на черно поле g5 · черна пешка на бяло поле a4 · бяла дама на черно поле d4 · бял офицер на бяло поле e4 · бяла пешка на черно поле h4 · черна пешка на черно поле c3 · бял офицер на черно поле g3 · бяла пешка на бяло поле a2 · бяла пешка на бяло поле g2 · бял цар на черно поле h2 · бял топ на бяло поле f1 | черен топ на черно поле b8 · черен цар на бяло поле g8 · черна дама на черно поле e7 · черна пешка на бяло поле h7 · черен офицер на бяло поле c6 · черна пешка на бяло поле e6 · черна пешка на бяло поле g6 · черен кон на бяло поле d5 · бяла пешка на черно поле e5 · бяла пешка на черно поле g5 · черна пешка на бяло поле a4 · бяла дама на черно поле d4 · бял офицер на бяло поле e4 · бяла пешка на черно поле h4 · черна пешка на черно поле c3 · бял офицер на черно поле g3 · бяла пешка на бяло поле a2 · бяла пешка на бяло поле g2 · бял цар на черно поле h2 · бял топ на бяло поле f1 | черен топ на черно поле b8 · черен цар на бяло поле g8 · черна дама на черно поле e7 · черна пешка на бяло поле h7 · черен офицер на бяло поле c6 · черна пешка на бяло поле e6 · черна пешка на бяло поле g6 · черен кон на бяло поле d5 · бяла пешка на черно поле e5 · бяла пешка на черно поле g5 · черна пешка на бяло поле a4 · бяла дама на черно поле d4 · бял офицер на бяло поле e4 · бяла пешка на черно поле h4 · черна пешка на черно поле c3 · бял офицер на черно поле g3 · бяла пешка на бяло поле a2 · бяла пешка на бяло поле g2 · бял цар на черно поле h2 · бял топ на бяло поле f1 | черен топ на черно поле b8 · черен цар на бяло поле g8 · черна дама на черно поле e7 · черна пешка на бяло поле h7 · черен офицер на бяло поле c6 · черна пешка на бяло поле e6 · черна пешка на бяло поле g6 · черен кон на бяло поле d5 · бяла пешка на черно поле e5 · бяла пешка на черно поле g5 · черна пешка на бяло поле a4 · бяла дама на черно поле d4 · бял офицер на бяло поле e4 · бяла пешка на черно поле h4 · черна пешка на черно поле c3 · бял офицер на черно поле g3 · бяла пешка на бяло поле a2 · бяла пешка на бяло поле g2 · бял цар на черно поле h2 · бял топ на бяло поле f1 | черен топ на черно поле b8 · черен цар на бяло поле g8 · черна дама на черно поле e7 · черна пешка на бяло поле h7 · черен офицер на бяло поле c6 · черна пешка на бяло поле e6 · черна пешка на бяло поле g6 · черен кон на бяло поле d5 · бяла пешка на черно поле e5 · бяла пешка на черно поле g5 · черна пешка на бяло поле a4 · бяла дама на черно поле d4 · бял офицер на бяло поле e4 · бяла пешка на черно поле h4 · черна пешка на черно поле c3 · бял офицер на черно поле g3 · бяла пешка на бяло поле a2 · бяла пешка на бяло поле g2 · бял цар на черно поле h2 · бял топ на бяло поле f1 | черен топ на черно поле b8 · черен цар на бяло поле g8 · черна дама на черно поле e7 · черна пешка на бяло поле h7 · черен офицер на бяло поле c6 · черна пешка на бяло поле e6 · черна пешка на бяло поле g6 · черен кон на бяло поле d5 · бяла пешка на черно поле e5 · бяла пешка на черно поле g5 · черна пешка на бяло поле a4 · бяла дама на черно поле d4 · бял офицер на бяло поле e4 · бяла пешка на черно поле h4 · черна пешка на черно поле c3 · бял офицер на черно поле g3 · бяла пешка на бяло поле a2 · бяла пешка на бяло поле g2 · бял цар на черно поле h2 · бял топ на бяло поле f1 | черен топ на черно поле b8 · черен цар на бяло поле g8 · черна дама на черно поле e7 · черна пешка на бяло поле h7 · черен офицер на бяло поле c6 · черна пешка на бяло поле e6 · черна пешка на бяло поле g6 · черен кон на бяло поле d5 · бяла пешка на черно поле e5 · бяла пешка на черно поле g5 · черна пешка на бяло поле a4 · бяла дама на черно поле d4 · бял офицер на бяло поле e4 · бяла пешка на черно поле h4 · черна пешка на черно поле c3 · бял офицер на черно поле g3 · бяла пешка на бяло поле a2 · бяла пешка на бяло поле g2 · бял цар на черно поле h2 · бял топ на бяло поле f1 | черен топ на черно поле b8 · черен цар на бяло поле g8 · черна дама на черно поле e7 · черна пешка на бяло поле h7 · черен офицер на бяло поле c6 · черна пешка на бяло поле e6 · черна пешка на бяло поле g6 · черен кон на бяло поле d5 · бяла пешка на черно поле e5 · бяла пешка на черно поле g5 · черна пешка на бяло поле a4 · бяла дама на черно поле d4 · бял офицер на бяло поле e4 · бяла пешка на черно поле h4 · черна пешка на черно поле c3 · бял офицер на черно поле g3 · бяла пешка на бяло поле a2 · бяла пешка на бяло поле g2 · бял цар на черно поле h2 · бял топ на бяло поле f1 | 8 |
| 7 | черен топ на черно поле b8 · черен цар на бяло поле g8 · черна дама на черно поле e7 · черна пешка на бяло поле h7 · черен офицер на бяло поле c6 · черна пешка на бяло поле e6 · черна пешка на бяло поле g6 · черен кон на бяло поле d5 · бяла пешка на черно поле e5 · бяла пешка на черно поле g5 · черна пешка на бяло поле a4 · бяла дама на черно поле d4 · бял офицер на бяло поле e4 · бяла пешка на черно поле h4 · черна пешка на черно поле c3 · бял офицер на черно поле g3 · бяла пешка на бяло поле a2 · бяла пешка на бяло поле g2 · бял цар на черно поле h2 · бял топ на бяло поле f1 | черен топ на черно поле b8 · черен цар на бяло поле g8 · черна дама на черно поле e7 · черна пешка на бяло поле h7 · черен офицер на бяло поле c6 · черна пешка на бяло поле e6 · черна пешка на бяло поле g6 · черен кон на бяло поле d5 · бяла пешка на черно поле e5 · бяла пешка на черно поле g5 · черна пешка на бяло поле a4 · бяла дама на черно поле d4 · бял офицер на бяло поле e4 · бяла пешка на черно поле h4 · черна пешка на черно поле c3 · бял офицер на черно поле g3 · бяла пешка на бяло поле a2 · бяла пешка на бяло поле g2 · бял цар на черно поле h2 · бял топ на бяло поле f1 | черен топ на черно поле b8 · черен цар на бяло поле g8 · черна дама на черно поле e7 · черна пешка на бяло поле h7 · черен офицер на бяло поле c6 · черна пешка на бяло поле e6 · черна пешка на бяло поле g6 · черен кон на бяло поле d5 · бяла пешка на черно поле e5 · бяла пешка на черно поле g5 · черна пешка на бяло поле a4 · бяла дама на черно поле d4 · бял офицер на бяло поле e4 · бяла пешка на черно поле h4 · черна пешка на черно поле c3 · бял офицер на черно поле g3 · бяла пешка на бяло поле a2 · бяла пешка на бяло поле g2 · бял цар на черно поле h2 · бял топ на бяло поле f1 | черен топ на черно поле b8 · черен цар на бяло поле g8 · черна дама на черно поле e7 · черна пешка на бяло поле h7 · черен офицер на бяло поле c6 · черна пешка на бяло поле e6 · черна пешка на бяло поле g6 · черен кон на бяло поле d5 · бяла пешка на черно поле e5 · бяла пешка на черно поле g5 · черна пешка на бяло поле a4 · бяла дама на черно поле d4 · бял офицер на бяло поле e4 · бяла пешка на черно поле h4 · черна пешка на черно поле c3 · бял офицер на черно поле g3 · бяла пешка на бяло поле a2 · бяла пешка на бяло поле g2 · бял цар на черно поле h2 · бял топ на бяло поле f1 | черен топ на черно поле b8 · черен цар на бяло поле g8 · черна дама на черно поле e7 · черна пешка на бяло поле h7 · черен офицер на бяло поле c6 · черна пешка на бяло поле e6 · черна пешка на бяло поле g6 · черен кон на бяло поле d5 · бяла пешка на черно поле e5 · бяла пешка на черно поле g5 · черна пешка на бяло поле a4 · бяла дама на черно поле d4 · бял офицер на бяло поле e4 · бяла пешка на черно поле h4 · черна пешка на черно поле c3 · бял офицер на черно поле g3 · бяла пешка на бяло поле a2 · бяла пешка на бяло поле g2 · бял цар на черно поле h2 · бял топ на бяло поле f1 | черен топ на черно поле b8 · черен цар на бяло поле g8 · черна дама на черно поле e7 · черна пешка на бяло поле h7 · черен офицер на бяло поле c6 · черна пешка на бяло поле e6 · черна пешка на бяло поле g6 · черен кон на бяло поле d5 · бяла пешка на черно поле e5 · бяла пешка на черно поле g5 · черна пешка на бяло поле a4 · бяла дама на черно поле d4 · бял офицер на бяло поле e4 · бяла пешка на черно поле h4 · черна пешка на черно поле c3 · бял офицер на черно поле g3 · бяла пешка на бяло поле a2 · бяла пешка на бяло поле g2 · бял цар на черно поле h2 · бял топ на бяло поле f1 | черен топ на черно поле b8 · черен цар на бяло поле g8 · черна дама на черно поле e7 · черна пешка на бяло поле h7 · черен офицер на бяло поле c6 · черна пешка на бяло поле e6 · черна пешка на бяло поле g6 · черен кон на бяло поле d5 · бяла пешка на черно поле e5 · бяла пешка на черно поле g5 · черна пешка на бяло поле a4 · бяла дама на черно поле d4 · бял офицер на бяло поле e4 · бяла пешка на черно поле h4 · черна пешка на черно поле c3 · бял офицер на черно поле g3 · бяла пешка на бяло поле a2 · бяла пешка на бяло поле g2 · бял цар на черно поле h2 · бял топ на бяло поле f1 | черен топ на черно поле b8 · черен цар на бяло поле g8 · черна дама на черно поле e7 · черна пешка на бяло поле h7 · черен офицер на бяло поле c6 · черна пешка на бяло поле e6 · черна пешка на бяло поле g6 · черен кон на бяло поле d5 · бяла пешка на черно поле e5 · бяла пешка на черно поле g5 · черна пешка на бяло поле a4 · бяла дама на черно поле d4 · бял офицер на бяло поле e4 · бяла пешка на черно поле h4 · черна пешка на черно поле c3 · бял офицер на черно поле g3 · бяла пешка на бяло поле a2 · бяла пешка на бяло поле g2 · бял цар на черно поле h2 · бял топ на бяло поле f1 | 7 |
| 6 | черен топ на черно поле b8 · черен цар на бяло поле g8 · черна дама на черно поле e7 · черна пешка на бяло поле h7 · черен офицер на бяло поле c6 · черна пешка на бяло поле e6 · черна пешка на бяло поле g6 · черен кон на бяло поле d5 · бяла пешка на черно поле e5 · бяла пешка на черно поле g5 · черна пешка на бяло поле a4 · бяла дама на черно поле d4 · бял офицер на бяло поле e4 · бяла пешка на черно поле h4 · черна пешка на черно поле c3 · бял офицер на черно поле g3 · бяла пешка на бяло поле a2 · бяла пешка на бяло поле g2 · бял цар на черно поле h2 · бял топ на бяло поле f1 | черен топ на черно поле b8 · черен цар на бяло поле g8 · черна дама на черно поле e7 · черна пешка на бяло поле h7 · черен офицер на бяло поле c6 · черна пешка на бяло поле e6 · черна пешка на бяло поле g6 · черен кон на бяло поле d5 · бяла пешка на черно поле e5 · бяла пешка на черно поле g5 · черна пешка на бяло поле a4 · бяла дама на черно поле d4 · бял офицер на бяло поле e4 · бяла пешка на черно поле h4 · черна пешка на черно поле c3 · бял офицер на черно поле g3 · бяла пешка на бяло поле a2 · бяла пешка на бяло поле g2 · бял цар на черно поле h2 · бял топ на бяло поле f1 | черен топ на черно поле b8 · черен цар на бяло поле g8 · черна дама на черно поле e7 · черна пешка на бяло поле h7 · черен офицер на бяло поле c6 · черна пешка на бяло поле e6 · черна пешка на бяло поле g6 · черен кон на бяло поле d5 · бяла пешка на черно поле e5 · бяла пешка на черно поле g5 · черна пешка на бяло поле a4 · бяла дама на черно поле d4 · бял офицер на бяло поле e4 · бяла пешка на черно поле h4 · черна пешка на черно поле c3 · бял офицер на черно поле g3 · бяла пешка на бяло поле a2 · бяла пешка на бяло поле g2 · бял цар на черно поле h2 · бял топ на бяло поле f1 | черен топ на черно поле b8 · черен цар на бяло поле g8 · черна дама на черно поле e7 · черна пешка на бяло поле h7 · черен офицер на бяло поле c6 · черна пешка на бяло поле e6 · черна пешка на бяло поле g6 · черен кон на бяло поле d5 · бяла пешка на черно поле e5 · бяла пешка на черно поле g5 · черна пешка на бяло поле a4 · бяла дама на черно поле d4 · бял офицер на бяло поле e4 · бяла пешка на черно поле h4 · черна пешка на черно поле c3 · бял офицер на черно поле g3 · бяла пешка на бяло поле a2 · бяла пешка на бяло поле g2 · бял цар на черно поле h2 · бял топ на бяло поле f1 | черен топ на черно поле b8 · черен цар на бяло поле g8 · черна дама на черно поле e7 · черна пешка на бяло поле h7 · черен офицер на бяло поле c6 · черна пешка на бяло поле e6 · черна пешка на бяло поле g6 · черен кон на бяло поле d5 · бяла пешка на черно поле e5 · бяла пешка на черно поле g5 · черна пешка на бяло поле a4 · бяла дама на черно поле d4 · бял офицер на бяло поле e4 · бяла пешка на черно поле h4 · черна пешка на черно поле c3 · бял офицер на черно поле g3 · бяла пешка на бяло поле a2 · бяла пешка на бяло поле g2 · бял цар на черно поле h2 · бял топ на бяло поле f1 | черен топ на черно поле b8 · черен цар на бяло поле g8 · черна дама на черно поле e7 · черна пешка на бяло поле h7 · черен офицер на бяло поле c6 · черна пешка на бяло поле e6 · черна пешка на бяло поле g6 · черен кон на бяло поле d5 · бяла пешка на черно поле e5 · бяла пешка на черно поле g5 · черна пешка на бяло поле a4 · бяла дама на черно поле d4 · бял офицер на бяло поле e4 · бяла пешка на черно поле h4 · черна пешка на черно поле c3 · бял офицер на черно поле g3 · бяла пешка на бяло поле a2 · бяла пешка на бяло поле g2 · бял цар на черно поле h2 · бял топ на бяло поле f1 | черен топ на черно поле b8 · черен цар на бяло поле g8 · черна дама на черно поле e7 · черна пешка на бяло поле h7 · черен офицер на бяло поле c6 · черна пешка на бяло поле e6 · черна пешка на бяло поле g6 · черен кон на бяло поле d5 · бяла пешка на черно поле e5 · бяла пешка на черно поле g5 · черна пешка на бяло поле a4 · бяла дама на черно поле d4 · бял офицер на бяло поле e4 · бяла пешка на черно поле h4 · черна пешка на черно поле c3 · бял офицер на черно поле g3 · бяла пешка на бяло поле a2 · бяла пешка на бяло поле g2 · бял цар на черно поле h2 · бял топ на бяло поле f1 | черен топ на черно поле b8 · черен цар на бяло поле g8 · черна дама на черно поле e7 · черна пешка на бяло поле h7 · черен офицер на бяло поле c6 · черна пешка на бяло поле e6 · черна пешка на бяло поле g6 · черен кон на бяло поле d5 · бяла пешка на черно поле e5 · бяла пешка на черно поле g5 · черна пешка на бяло поле a4 · бяла дама на черно поле d4 · бял офицер на бяло поле e4 · бяла пешка на черно поле h4 · черна пешка на черно поле c3 · бял офицер на черно поле g3 · бяла пешка на бяло поле a2 · бяла пешка на бяло поле g2 · бял цар на черно поле h2 · бял топ на бяло поле f1 | 6 |
| 5 | черен топ на черно поле b8 · черен цар на бяло поле g8 · черна дама на черно поле e7 · черна пешка на бяло поле h7 · черен офицер на бяло поле c6 · черна пешка на бяло поле e6 · черна пешка на бяло поле g6 · черен кон на бяло поле d5 · бяла пешка на черно поле e5 · бяла пешка на черно поле g5 · черна пешка на бяло поле a4 · бяла дама на черно поле d4 · бял офицер на бяло поле e4 · бяла пешка на черно поле h4 · черна пешка на черно поле c3 · бял офицер на черно поле g3 · бяла пешка на бяло поле a2 · бяла пешка на бяло поле g2 · бял цар на черно поле h2 · бял топ на бяло поле f1 | черен топ на черно поле b8 · черен цар на бяло поле g8 · черна дама на черно поле e7 · черна пешка на бяло поле h7 · черен офицер на бяло поле c6 · черна пешка на бяло поле e6 · черна пешка на бяло поле g6 · черен кон на бяло поле d5 · бяла пешка на черно поле e5 · бяла пешка на черно поле g5 · черна пешка на бяло поле a4 · бяла дама на черно поле d4 · бял офицер на бяло поле e4 · бяла пешка на черно поле h4 · черна пешка на черно поле c3 · бял офицер на черно поле g3 · бяла пешка на бяло поле a2 · бяла пешка на бяло поле g2 · бял цар на черно поле h2 · бял топ на бяло поле f1 | черен топ на черно поле b8 · черен цар на бяло поле g8 · черна дама на черно поле e7 · черна пешка на бяло поле h7 · черен офицер на бяло поле c6 · черна пешка на бяло поле e6 · черна пешка на бяло поле g6 · черен кон на бяло поле d5 · бяла пешка на черно поле e5 · бяла пешка на черно поле g5 · черна пешка на бяло поле a4 · бяла дама на черно поле d4 · бял офицер на бяло поле e4 · бяла пешка на черно поле h4 · черна пешка на черно поле c3 · бял офицер на черно поле g3 · бяла пешка на бяло поле a2 · бяла пешка на бяло поле g2 · бял цар на черно поле h2 · бял топ на бяло поле f1 | черен топ на черно поле b8 · черен цар на бяло поле g8 · черна дама на черно поле e7 · черна пешка на бяло поле h7 · черен офицер на бяло поле c6 · черна пешка на бяло поле e6 · черна пешка на бяло поле g6 · черен кон на бяло поле d5 · бяла пешка на черно поле e5 · бяла пешка на черно поле g5 · черна пешка на бяло поле a4 · бяла дама на черно поле d4 · бял офицер на бяло поле e4 · бяла пешка на черно поле h4 · черна пешка на черно поле c3 · бял офицер на черно поле g3 · бяла пешка на бяло поле a2 · бяла пешка на бяло поле g2 · бял цар на черно поле h2 · бял топ на бяло поле f1 | черен топ на черно поле b8 · черен цар на бяло поле g8 · черна дама на черно поле e7 · черна пешка на бяло поле h7 · черен офицер на бяло поле c6 · черна пешка на бяло поле e6 · черна пешка на бяло поле g6 · черен кон на бяло поле d5 · бяла пешка на черно поле e5 · бяла пешка на черно поле g5 · черна пешка на бяло поле a4 · бяла дама на черно поле d4 · бял офицер на бяло поле e4 · бяла пешка на черно поле h4 · черна пешка на черно поле c3 · бял офицер на черно поле g3 · бяла пешка на бяло поле a2 · бяла пешка на бяло поле g2 · бял цар на черно поле h2 · бял топ на бяло поле f1 | черен топ на черно поле b8 · черен цар на бяло поле g8 · черна дама на черно поле e7 · черна пешка на бяло поле h7 · черен офицер на бяло поле c6 · черна пешка на бяло поле e6 · черна пешка на бяло поле g6 · черен кон на бяло поле d5 · бяла пешка на черно поле e5 · бяла пешка на черно поле g5 · черна пешка на бяло поле a4 · бяла дама на черно поле d4 · бял офицер на бяло поле e4 · бяла пешка на черно поле h4 · черна пешка на черно поле c3 · бял офицер на черно поле g3 · бяла пешка на бяло поле a2 · бяла пешка на бяло поле g2 · бял цар на черно поле h2 · бял топ на бяло поле f1 | черен топ на черно поле b8 · черен цар на бяло поле g8 · черна дама на черно поле e7 · черна пешка на бяло поле h7 · черен офицер на бяло поле c6 · черна пешка на бяло поле e6 · черна пешка на бяло поле g6 · черен кон на бяло поле d5 · бяла пешка на черно поле e5 · бяла пешка на черно поле g5 · черна пешка на бяло поле a4 · бяла дама на черно поле d4 · бял офицер на бяло поле e4 · бяла пешка на черно поле h4 · черна пешка на черно поле c3 · бял офицер на черно поле g3 · бяла пешка на бяло поле a2 · бяла пешка на бяло поле g2 · бял цар на черно поле h2 · бял топ на бяло поле f1 | черен топ на черно поле b8 · черен цар на бяло поле g8 · черна дама на черно поле e7 · черна пешка на бяло поле h7 · черен офицер на бяло поле c6 · черна пешка на бяло поле e6 · черна пешка на бяло поле g6 · черен кон на бяло поле d5 · бяла пешка на черно поле e5 · бяла пешка на черно поле g5 · черна пешка на бяло поле a4 · бяла дама на черно поле d4 · бял офицер на бяло поле e4 · бяла пешка на черно поле h4 · черна пешка на черно поле c3 · бял офицер на черно поле g3 · бяла пешка на бяло поле a2 · бяла пешка на бяло поле g2 · бял цар на черно поле h2 · бял топ на бяло поле f1 | 5 |
| 4 | черен топ на черно поле b8 · черен цар на бяло поле g8 · черна дама на черно поле e7 · черна пешка на бяло поле h7 · черен офицер на бяло поле c6 · черна пешка на бяло поле e6 · черна пешка на бяло поле g6 · черен кон на бяло поле d5 · бяла пешка на черно поле e5 · бяла пешка на черно поле g5 · черна пешка на бяло поле a4 · бяла дама на черно поле d4 · бял офицер на бяло поле e4 · бяла пешка на черно поле h4 · черна пешка на черно поле c3 · бял офицер на черно поле g3 · бяла пешка на бяло поле a2 · бяла пешка на бяло поле g2 · бял цар на черно поле h2 · бял топ на бяло поле f1 | черен топ на черно поле b8 · черен цар на бяло поле g8 · черна дама на черно поле e7 · черна пешка на бяло поле h7 · черен офицер на бяло поле c6 · черна пешка на бяло поле e6 · черна пешка на бяло поле g6 · черен кон на бяло поле d5 · бяла пешка на черно поле e5 · бяла пешка на черно поле g5 · черна пешка на бяло поле a4 · бяла дама на черно поле d4 · бял офицер на бяло поле e4 · бяла пешка на черно поле h4 · черна пешка на черно поле c3 · бял офицер на черно поле g3 · бяла пешка на бяло поле a2 · бяла пешка на бяло поле g2 · бял цар на черно поле h2 · бял топ на бяло поле f1 | черен топ на черно поле b8 · черен цар на бяло поле g8 · черна дама на черно поле e7 · черна пешка на бяло поле h7 · черен офицер на бяло поле c6 · черна пешка на бяло поле e6 · черна пешка на бяло поле g6 · черен кон на бяло поле d5 · бяла пешка на черно поле e5 · бяла пешка на черно поле g5 · черна пешка на бяло поле a4 · бяла дама на черно поле d4 · бял офицер на бяло поле e4 · бяла пешка на черно поле h4 · черна пешка на черно поле c3 · бял офицер на черно поле g3 · бяла пешка на бяло поле a2 · бяла пешка на бяло поле g2 · бял цар на черно поле h2 · бял топ на бяло поле f1 | черен топ на черно поле b8 · черен цар на бяло поле g8 · черна дама на черно поле e7 · черна пешка на бяло поле h7 · черен офицер на бяло поле c6 · черна пешка на бяло поле e6 · черна пешка на бяло поле g6 · черен кон на бяло поле d5 · бяла пешка на черно поле e5 · бяла пешка на черно поле g5 · черна пешка на бяло поле a4 · бяла дама на черно поле d4 · бял офицер на бяло поле e4 · бяла пешка на черно поле h4 · черна пешка на черно поле c3 · бял офицер на черно поле g3 · бяла пешка на бяло поле a2 · бяла пешка на бяло поле g2 · бял цар на черно поле h2 · бял топ на бяло поле f1 | черен топ на черно поле b8 · черен цар на бяло поле g8 · черна дама на черно поле e7 · черна пешка на бяло поле h7 · черен офицер на бяло поле c6 · черна пешка на бяло поле e6 · черна пешка на бяло поле g6 · черен кон на бяло поле d5 · бяла пешка на черно поле e5 · бяла пешка на черно поле g5 · черна пешка на бяло поле a4 · бяла дама на черно поле d4 · бял офицер на бяло поле e4 · бяла пешка на черно поле h4 · черна пешка на черно поле c3 · бял офицер на черно поле g3 · бяла пешка на бяло поле a2 · бяла пешка на бяло поле g2 · бял цар на черно поле h2 · бял топ на бяло поле f1 | черен топ на черно поле b8 · черен цар на бяло поле g8 · черна дама на черно поле e7 · черна пешка на бяло поле h7 · черен офицер на бяло поле c6 · черна пешка на бяло поле e6 · черна пешка на бяло поле g6 · черен кон на бяло поле d5 · бяла пешка на черно поле e5 · бяла пешка на черно поле g5 · черна пешка на бяло поле a4 · бяла дама на черно поле d4 · бял офицер на бяло поле e4 · бяла пешка на черно поле h4 · черна пешка на черно поле c3 · бял офицер на черно поле g3 · бяла пешка на бяло поле a2 · бяла пешка на бяло поле g2 · бял цар на черно поле h2 · бял топ на бяло поле f1 | черен топ на черно поле b8 · черен цар на бяло поле g8 · черна дама на черно поле e7 · черна пешка на бяло поле h7 · черен офицер на бяло поле c6 · черна пешка на бяло поле e6 · черна пешка на бяло поле g6 · черен кон на бяло поле d5 · бяла пешка на черно поле e5 · бяла пешка на черно поле g5 · черна пешка на бяло поле a4 · бяла дама на черно поле d4 · бял офицер на бяло поле e4 · бяла пешка на черно поле h4 · черна пешка на черно поле c3 · бял офицер на черно поле g3 · бяла пешка на бяло поле a2 · бяла пешка на бяло поле g2 · бял цар на черно поле h2 · бял топ на бяло поле f1 | черен топ на черно поле b8 · черен цар на бяло поле g8 · черна дама на черно поле e7 · черна пешка на бяло поле h7 · черен офицер на бяло поле c6 · черна пешка на бяло поле e6 · черна пешка на бяло поле g6 · черен кон на бяло поле d5 · бяла пешка на черно поле e5 · бяла пешка на черно поле g5 · черна пешка на бяло поле a4 · бяла дама на черно поле d4 · бял офицер на бяло поле e4 · бяла пешка на черно поле h4 · черна пешка на черно поле c3 · бял офицер на черно поле g3 · бяла пешка на бяло поле a2 · бяла пешка на бяло поле g2 · бял цар на черно поле h2 · бял топ на бяло поле f1 | 4 |
| 3 | черен топ на черно поле b8 · черен цар на бяло поле g8 · черна дама на черно поле e7 · черна пешка на бяло поле h7 · черен офицер на бяло поле c6 · черна пешка на бяло поле e6 · черна пешка на бяло поле g6 · черен кон на бяло поле d5 · бяла пешка на черно поле e5 · бяла пешка на черно поле g5 · черна пешка на бяло поле a4 · бяла дама на черно поле d4 · бял офицер на бяло поле e4 · бяла пешка на черно поле h4 · черна пешка на черно поле c3 · бял офицер на черно поле g3 · бяла пешка на бяло поле a2 · бяла пешка на бяло поле g2 · бял цар на черно поле h2 · бял топ на бяло поле f1 | черен топ на черно поле b8 · черен цар на бяло поле g8 · черна дама на черно поле e7 · черна пешка на бяло поле h7 · черен офицер на бяло поле c6 · черна пешка на бяло поле e6 · черна пешка на бяло поле g6 · черен кон на бяло поле d5 · бяла пешка на черно поле e5 · бяла пешка на черно поле g5 · черна пешка на бяло поле a4 · бяла дама на черно поле d4 · бял офицер на бяло поле e4 · бяла пешка на черно поле h4 · черна пешка на черно поле c3 · бял офицер на черно поле g3 · бяла пешка на бяло поле a2 · бяла пешка на бяло поле g2 · бял цар на черно поле h2 · бял топ на бяло поле f1 | черен топ на черно поле b8 · черен цар на бяло поле g8 · черна дама на черно поле e7 · черна пешка на бяло поле h7 · черен офицер на бяло поле c6 · черна пешка на бяло поле e6 · черна пешка на бяло поле g6 · черен кон на бяло поле d5 · бяла пешка на черно поле e5 · бяла пешка на черно поле g5 · черна пешка на бяло поле a4 · бяла дама на черно поле d4 · бял офицер на бяло поле e4 · бяла пешка на черно поле h4 · черна пешка на черно поле c3 · бял офицер на черно поле g3 · бяла пешка на бяло поле a2 · бяла пешка на бяло поле g2 · бял цар на черно поле h2 · бял топ на бяло поле f1 | черен топ на черно поле b8 · черен цар на бяло поле g8 · черна дама на черно поле e7 · черна пешка на бяло поле h7 · черен офицер на бяло поле c6 · черна пешка на бяло поле e6 · черна пешка на бяло поле g6 · черен кон на бяло поле d5 · бяла пешка на черно поле e5 · бяла пешка на черно поле g5 · черна пешка на бяло поле a4 · бяла дама на черно поле d4 · бял офицер на бяло поле e4 · бяла пешка на черно поле h4 · черна пешка на черно поле c3 · бял офицер на черно поле g3 · бяла пешка на бяло поле a2 · бяла пешка на бяло поле g2 · бял цар на черно поле h2 · бял топ на бяло поле f1 | черен топ на черно поле b8 · черен цар на бяло поле g8 · черна дама на черно поле e7 · черна пешка на бяло поле h7 · черен офицер на бяло поле c6 · черна пешка на бяло поле e6 · черна пешка на бяло поле g6 · черен кон на бяло поле d5 · бяла пешка на черно поле e5 · бяла пешка на черно поле g5 · черна пешка на бяло поле a4 · бяла дама на черно поле d4 · бял офицер на бяло поле e4 · бяла пешка на черно поле h4 · черна пешка на черно поле c3 · бял офицер на черно поле g3 · бяла пешка на бяло поле a2 · бяла пешка на бяло поле g2 · бял цар на черно поле h2 · бял топ на бяло поле f1 | черен топ на черно поле b8 · черен цар на бяло поле g8 · черна дама на черно поле e7 · черна пешка на бяло поле h7 · черен офицер на бяло поле c6 · черна пешка на бяло поле e6 · черна пешка на бяло поле g6 · черен кон на бяло поле d5 · бяла пешка на черно поле e5 · бяла пешка на черно поле g5 · черна пешка на бяло поле a4 · бяла дама на черно поле d4 · бял офицер на бяло поле e4 · бяла пешка на черно поле h4 · черна пешка на черно поле c3 · бял офицер на черно поле g3 · бяла пешка на бяло поле a2 · бяла пешка на бяло поле g2 · бял цар на черно поле h2 · бял топ на бяло поле f1 | черен топ на черно поле b8 · черен цар на бяло поле g8 · черна дама на черно поле e7 · черна пешка на бяло поле h7 · черен офицер на бяло поле c6 · черна пешка на бяло поле e6 · черна пешка на бяло поле g6 · черен кон на бяло поле d5 · бяла пешка на черно поле e5 · бяла пешка на черно поле g5 · черна пешка на бяло поле a4 · бяла дама на черно поле d4 · бял офицер на бяло поле e4 · бяла пешка на черно поле h4 · черна пешка на черно поле c3 · бял офицер на черно поле g3 · бяла пешка на бяло поле a2 · бяла пешка на бяло поле g2 · бял цар на черно поле h2 · бял топ на бяло поле f1 | черен топ на черно поле b8 · черен цар на бяло поле g8 · черна дама на черно поле e7 · черна пешка на бяло поле h7 · черен офицер на бяло поле c6 · черна пешка на бяло поле e6 · черна пешка на бяло поле g6 · черен кон на бяло поле d5 · бяла пешка на черно поле e5 · бяла пешка на черно поле g5 · черна пешка на бяло поле a4 · бяла дама на черно поле d4 · бял офицер на бяло поле e4 · бяла пешка на черно поле h4 · черна пешка на черно поле c3 · бял офицер на черно поле g3 · бяла пешка на бяло поле a2 · бяла пешка на бяло поле g2 · бял цар на черно поле h2 · бял топ на бяло поле f1 | 3 |
| 2 | черен топ на черно поле b8 · черен цар на бяло поле g8 · черна дама на черно поле e7 · черна пешка на бяло поле h7 · черен офицер на бяло поле c6 · черна пешка на бяло поле e6 · черна пешка на бяло поле g6 · черен кон на бяло поле d5 · бяла пешка на черно поле e5 · бяла пешка на черно поле g5 · черна пешка на бяло поле a4 · бяла дама на черно поле d4 · бял офицер на бяло поле e4 · бяла пешка на черно поле h4 · черна пешка на черно поле c3 · бял офицер на черно поле g3 · бяла пешка на бяло поле a2 · бяла пешка на бяло поле g2 · бял цар на черно поле h2 · бял топ на бяло поле f1 | черен топ на черно поле b8 · черен цар на бяло поле g8 · черна дама на черно поле e7 · черна пешка на бяло поле h7 · черен офицер на бяло поле c6 · черна пешка на бяло поле e6 · черна пешка на бяло поле g6 · черен кон на бяло поле d5 · бяла пешка на черно поле e5 · бяла пешка на черно поле g5 · черна пешка на бяло поле a4 · бяла дама на черно поле d4 · бял офицер на бяло поле e4 · бяла пешка на черно поле h4 · черна пешка на черно поле c3 · бял офицер на черно поле g3 · бяла пешка на бяло поле a2 · бяла пешка на бяло поле g2 · бял цар на черно поле h2 · бял топ на бяло поле f1 | черен топ на черно поле b8 · черен цар на бяло поле g8 · черна дама на черно поле e7 · черна пешка на бяло поле h7 · черен офицер на бяло поле c6 · черна пешка на бяло поле e6 · черна пешка на бяло поле g6 · черен кон на бяло поле d5 · бяла пешка на черно поле e5 · бяла пешка на черно поле g5 · черна пешка на бяло поле a4 · бяла дама на черно поле d4 · бял офицер на бяло поле e4 · бяла пешка на черно поле h4 · черна пешка на черно поле c3 · бял офицер на черно поле g3 · бяла пешка на бяло поле a2 · бяла пешка на бяло поле g2 · бял цар на черно поле h2 · бял топ на бяло поле f1 | черен топ на черно поле b8 · черен цар на бяло поле g8 · черна дама на черно поле e7 · черна пешка на бяло поле h7 · черен офицер на бяло поле c6 · черна пешка на бяло поле e6 · черна пешка на бяло поле g6 · черен кон на бяло поле d5 · бяла пешка на черно поле e5 · бяла пешка на черно поле g5 · черна пешка на бяло поле a4 · бяла дама на черно поле d4 · бял офицер на бяло поле e4 · бяла пешка на черно поле h4 · черна пешка на черно поле c3 · бял офицер на черно поле g3 · бяла пешка на бяло поле a2 · бяла пешка на бяло поле g2 · бял цар на черно поле h2 · бял топ на бяло поле f1 | черен топ на черно поле b8 · черен цар на бяло поле g8 · черна дама на черно поле e7 · черна пешка на бяло поле h7 · черен офицер на бяло поле c6 · черна пешка на бяло поле e6 · черна пешка на бяло поле g6 · черен кон на бяло поле d5 · бяла пешка на черно поле e5 · бяла пешка на черно поле g5 · черна пешка на бяло поле a4 · бяла дама на черно поле d4 · бял офицер на бяло поле e4 · бяла пешка на черно поле h4 · черна пешка на черно поле c3 · бял офицер на черно поле g3 · бяла пешка на бяло поле a2 · бяла пешка на бяло поле g2 · бял цар на черно поле h2 · бял топ на бяло поле f1 | черен топ на черно поле b8 · черен цар на бяло поле g8 · черна дама на черно поле e7 · черна пешка на бяло поле h7 · черен офицер на бяло поле c6 · черна пешка на бяло поле e6 · черна пешка на бяло поле g6 · черен кон на бяло поле d5 · бяла пешка на черно поле e5 · бяла пешка на черно поле g5 · черна пешка на бяло поле a4 · бяла дама на черно поле d4 · бял офицер на бяло поле e4 · бяла пешка на черно поле h4 · черна пешка на черно поле c3 · бял офицер на черно поле g3 · бяла пешка на бяло поле a2 · бяла пешка на бяло поле g2 · бял цар на черно поле h2 · бял топ на бяло поле f1 | черен топ на черно поле b8 · черен цар на бяло поле g8 · черна дама на черно поле e7 · черна пешка на бяло поле h7 · черен офицер на бяло поле c6 · черна пешка на бяло поле e6 · черна пешка на бяло поле g6 · черен кон на бяло поле d5 · бяла пешка на черно поле e5 · бяла пешка на черно поле g5 · черна пешка на бяло поле a4 · бяла дама на черно поле d4 · бял офицер на бяло поле e4 · бяла пешка на черно поле h4 · черна пешка на черно поле c3 · бял офицер на черно поле g3 · бяла пешка на бяло поле a2 · бяла пешка на бяло поле g2 · бял цар на черно поле h2 · бял топ на бяло поле f1 | черен топ на черно поле b8 · черен цар на бяло поле g8 · черна дама на черно поле e7 · черна пешка на бяло поле h7 · черен офицер на бяло поле c6 · черна пешка на бяло поле e6 · черна пешка на бяло поле g6 · черен кон на бяло поле d5 · бяла пешка на черно поле e5 · бяла пешка на черно поле g5 · черна пешка на бяло поле a4 · бяла дама на черно поле d4 · бял офицер на бяло поле e4 · бяла пешка на черно поле h4 · черна пешка на черно поле c3 · бял офицер на черно поле g3 · бяла пешка на бяло поле a2 · бяла пешка на бяло поле g2 · бял цар на черно поле h2 · бял топ на бяло поле f1 | 2 |
| 1 | черен топ на черно поле b8 · черен цар на бяло поле g8 · черна дама на черно поле e7 · черна пешка на бяло поле h7 · черен офицер на бяло поле c6 · черна пешка на бяло поле e6 · черна пешка на бяло поле g6 · черен кон на бяло поле d5 · бяла пешка на черно поле e5 · бяла пешка на черно поле g5 · черна пешка на бяло поле a4 · бяла дама на черно поле d4 · бял офицер на бяло поле e4 · бяла пешка на черно поле h4 · черна пешка на черно поле c3 · бял офицер на черно поле g3 · бяла пешка на бяло поле a2 · бяла пешка на бяло поле g2 · бял цар на черно поле h2 · бял топ на бяло поле f1 | черен топ на черно поле b8 · черен цар на бяло поле g8 · черна дама на черно поле e7 · черна пешка на бяло поле h7 · черен офицер на бяло поле c6 · черна пешка на бяло поле e6 · черна пешка на бяло поле g6 · черен кон на бяло поле d5 · бяла пешка на черно поле e5 · бяла пешка на черно поле g5 · черна пешка на бяло поле a4 · бяла дама на черно поле d4 · бял офицер на бяло поле e4 · бяла пешка на черно поле h4 · черна пешка на черно поле c3 · бял офицер на черно поле g3 · бяла пешка на бяло поле a2 · бяла пешка на бяло поле g2 · бял цар на черно поле h2 · бял топ на бяло поле f1 | черен топ на черно поле b8 · черен цар на бяло поле g8 · черна дама на черно поле e7 · черна пешка на бяло поле h7 · черен офицер на бяло поле c6 · черна пешка на бяло поле e6 · черна пешка на бяло поле g6 · черен кон на бяло поле d5 · бяла пешка на черно поле e5 · бяла пешка на черно поле g5 · черна пешка на бяло поле a4 · бяла дама на черно поле d4 · бял офицер на бяло поле e4 · бяла пешка на черно поле h4 · черна пешка на черно поле c3 · бял офицер на черно поле g3 · бяла пешка на бяло поле a2 · бяла пешка на бяло поле g2 · бял цар на черно поле h2 · бял топ на бяло поле f1 | черен топ на черно поле b8 · черен цар на бяло поле g8 · черна дама на черно поле e7 · черна пешка на бяло поле h7 · черен офицер на бяло поле c6 · черна пешка на бяло поле e6 · черна пешка на бяло поле g6 · черен кон на бяло поле d5 · бяла пешка на черно поле e5 · бяла пешка на черно поле g5 · черна пешка на бяло поле a4 · бяла дама на черно поле d4 · бял офицер на бяло поле e4 · бяла пешка на черно поле h4 · черна пешка на черно поле c3 · бял офицер на черно поле g3 · бяла пешка на бяло поле a2 · бяла пешка на бяло поле g2 · бял цар на черно поле h2 · бял топ на бяло поле f1 | черен топ на черно поле b8 · черен цар на бяло поле g8 · черна дама на черно поле e7 · черна пешка на бяло поле h7 · черен офицер на бяло поле c6 · черна пешка на бяло поле e6 · черна пешка на бяло поле g6 · черен кон на бяло поле d5 · бяла пешка на черно поле e5 · бяла пешка на черно поле g5 · черна пешка на бяло поле a4 · бяла дама на черно поле d4 · бял офицер на бяло поле e4 · бяла пешка на черно поле h4 · черна пешка на черно поле c3 · бял офицер на черно поле g3 · бяла пешка на бяло поле a2 · бяла пешка на бяло поле g2 · бял цар на черно поле h2 · бял топ на бяло поле f1 | черен топ на черно поле b8 · черен цар на бяло поле g8 · черна дама на черно поле e7 · черна пешка на бяло поле h7 · черен офицер на бяло поле c6 · черна пешка на бяло поле e6 · черна пешка на бяло поле g6 · черен кон на бяло поле d5 · бяла пешка на черно поле e5 · бяла пешка на черно поле g5 · черна пешка на бяло поле a4 · бяла дама на черно поле d4 · бял офицер на бяло поле e4 · бяла пешка на черно поле h4 · черна пешка на черно поле c3 · бял офицер на черно поле g3 · бяла пешка на бяло поле a2 · бяла пешка на бяло поле g2 · бял цар на черно поле h2 · бял топ на бяло поле f1 | черен топ на черно поле b8 · черен цар на бяло поле g8 · черна дама на черно поле e7 · черна пешка на бяло поле h7 · черен офицер на бяло поле c6 · черна пешка на бяло поле e6 · черна пешка на бяло поле g6 · черен кон на бяло поле d5 · бяла пешка на черно поле e5 · бяла пешка на черно поле g5 · черна пешка на бяло поле a4 · бяла дама на черно поле d4 · бял офицер на бяло поле e4 · бяла пешка на черно поле h4 · черна пешка на черно поле c3 · бял офицер на черно поле g3 · бяла пешка на бяло поле a2 · бяла пешка на бяло поле g2 · бял цар на черно поле h2 · бял топ на бяло поле f1 | черен топ на черно поле b8 · черен цар на бяло поле g8 · черна дама на черно поле e7 · черна пешка на бяло поле h7 · черен офицер на бяло поле c6 · черна пешка на бяло поле e6 · черна пешка на бяло поле g6 · черен кон на бяло поле d5 · бяла пешка на черно поле e5 · бяла пешка на черно поле g5 · черна пешка на бяло поле a4 · бяла дама на черно поле d4 · бял офицер на бяло поле e4 · бяла пешка на черно поле h4 · черна пешка на черно поле c3 · бял офицер на черно поле g3 · бяла пешка на бяло поле a2 · бяла пешка на бяло поле g2 · бял цар на черно поле h2 · бял топ на бяло поле f1 | 1 |
|   | a | b | c | d | e | f | g | h |   |

|   | a | b | c | d | e | f | g | h |   |
| 8 | черна дама на черно поле e7 · черен цар на бяло поле f7 · черна пешка на бяло поле h7 · бяла дама на бяло поле c6 · черна пешка на бяло поле e6 · черна пешка на бяло поле g6 · черен кон на бяло поле d5 · бяла пешка на черно поле e5 · бяла пешка на черно поле g5 · бяла пешка на черно поле h4 · черна пешка на черно поле c3 · черен офицер на бяло поле d3 · бял офицер на черно поле g3 · бяла пешка на бяло поле a2 · бяла пешка на бяло поле g2 · бял цар на черно поле h2 | черна дама на черно поле e7 · черен цар на бяло поле f7 · черна пешка на бяло поле h7 · бяла дама на бяло поле c6 · черна пешка на бяло поле e6 · черна пешка на бяло поле g6 · черен кон на бяло поле d5 · бяла пешка на черно поле e5 · бяла пешка на черно поле g5 · бяла пешка на черно поле h4 · черна пешка на черно поле c3 · черен офицер на бяло поле d3 · бял офицер на черно поле g3 · бяла пешка на бяло поле a2 · бяла пешка на бяло поле g2 · бял цар на черно поле h2 | черна дама на черно поле e7 · черен цар на бяло поле f7 · черна пешка на бяло поле h7 · бяла дама на бяло поле c6 · черна пешка на бяло поле e6 · черна пешка на бяло поле g6 · черен кон на бяло поле d5 · бяла пешка на черно поле e5 · бяла пешка на черно поле g5 · бяла пешка на черно поле h4 · черна пешка на черно поле c3 · черен офицер на бяло поле d3 · бял офицер на черно поле g3 · бяла пешка на бяло поле a2 · бяла пешка на бяло поле g2 · бял цар на черно поле h2 | черна дама на черно поле e7 · черен цар на бяло поле f7 · черна пешка на бяло поле h7 · бяла дама на бяло поле c6 · черна пешка на бяло поле e6 · черна пешка на бяло поле g6 · черен кон на бяло поле d5 · бяла пешка на черно поле e5 · бяла пешка на черно поле g5 · бяла пешка на черно поле h4 · черна пешка на черно поле c3 · черен офицер на бяло поле d3 · бял офицер на черно поле g3 · бяла пешка на бяло поле a2 · бяла пешка на бяло поле g2 · бял цар на черно поле h2 | черна дама на черно поле e7 · черен цар на бяло поле f7 · черна пешка на бяло поле h7 · бяла дама на бяло поле c6 · черна пешка на бяло поле e6 · черна пешка на бяло поле g6 · черен кон на бяло поле d5 · бяла пешка на черно поле e5 · бяла пешка на черно поле g5 · бяла пешка на черно поле h4 · черна пешка на черно поле c3 · черен офицер на бяло поле d3 · бял офицер на черно поле g3 · бяла пешка на бяло поле a2 · бяла пешка на бяло поле g2 · бял цар на черно поле h2 | черна дама на черно поле e7 · черен цар на бяло поле f7 · черна пешка на бяло поле h7 · бяла дама на бяло поле c6 · черна пешка на бяло поле e6 · черна пешка на бяло поле g6 · черен кон на бяло поле d5 · бяла пешка на черно поле e5 · бяла пешка на черно поле g5 · бяла пешка на черно поле h4 · черна пешка на черно поле c3 · черен офицер на бяло поле d3 · бял офицер на черно поле g3 · бяла пешка на бяло поле a2 · бяла пешка на бяло поле g2 · бял цар на черно поле h2 | черна дама на черно поле e7 · черен цар на бяло поле f7 · черна пешка на бяло поле h7 · бяла дама на бяло поле c6 · черна пешка на бяло поле e6 · черна пешка на бяло поле g6 · черен кон на бяло поле d5 · бяла пешка на черно поле e5 · бяла пешка на черно поле g5 · бяла пешка на черно поле h4 · черна пешка на черно поле c3 · черен офицер на бяло поле d3 · бял офицер на черно поле g3 · бяла пешка на бяло поле a2 · бяла пешка на бяло поле g2 · бял цар на черно поле h2 | черна дама на черно поле e7 · черен цар на бяло поле f7 · черна пешка на бяло поле h7 · бяла дама на бяло поле c6 · черна пешка на бяло поле e6 · черна пешка на бяло поле g6 · черен кон на бяло поле d5 · бяла пешка на черно поле e5 · бяла пешка на черно поле g5 · бяла пешка на черно поле h4 · черна пешка на черно поле c3 · черен офицер на бяло поле d3 · бял офицер на черно поле g3 · бяла пешка на бяло поле a2 · бяла пешка на бяло поле g2 · бял цар на черно поле h2 | 8 |
| 7 | черна дама на черно поле e7 · черен цар на бяло поле f7 · черна пешка на бяло поле h7 · бяла дама на бяло поле c6 · черна пешка на бяло поле e6 · черна пешка на бяло поле g6 · черен кон на бяло поле d5 · бяла пешка на черно поле e5 · бяла пешка на черно поле g5 · бяла пешка на черно поле h4 · черна пешка на черно поле c3 · черен офицер на бяло поле d3 · бял офицер на черно поле g3 · бяла пешка на бяло поле a2 · бяла пешка на бяло поле g2 · бял цар на черно поле h2 | черна дама на черно поле e7 · черен цар на бяло поле f7 · черна пешка на бяло поле h7 · бяла дама на бяло поле c6 · черна пешка на бяло поле e6 · черна пешка на бяло поле g6 · черен кон на бяло поле d5 · бяла пешка на черно поле e5 · бяла пешка на черно поле g5 · бяла пешка на черно поле h4 · черна пешка на черно поле c3 · черен офицер на бяло поле d3 · бял офицер на черно поле g3 · бяла пешка на бяло поле a2 · бяла пешка на бяло поле g2 · бял цар на черно поле h2 | черна дама на черно поле e7 · черен цар на бяло поле f7 · черна пешка на бяло поле h7 · бяла дама на бяло поле c6 · черна пешка на бяло поле e6 · черна пешка на бяло поле g6 · черен кон на бяло поле d5 · бяла пешка на черно поле e5 · бяла пешка на черно поле g5 · бяла пешка на черно поле h4 · черна пешка на черно поле c3 · черен офицер на бяло поле d3 · бял офицер на черно поле g3 · бяла пешка на бяло поле a2 · бяла пешка на бяло поле g2 · бял цар на черно поле h2 | черна дама на черно поле e7 · черен цар на бяло поле f7 · черна пешка на бяло поле h7 · бяла дама на бяло поле c6 · черна пешка на бяло поле e6 · черна пешка на бяло поле g6 · черен кон на бяло поле d5 · бяла пешка на черно поле e5 · бяла пешка на черно поле g5 · бяла пешка на черно поле h4 · черна пешка на черно поле c3 · черен офицер на бяло поле d3 · бял офицер на черно поле g3 · бяла пешка на бяло поле a2 · бяла пешка на бяло поле g2 · бял цар на черно поле h2 | черна дама на черно поле e7 · черен цар на бяло поле f7 · черна пешка на бяло поле h7 · бяла дама на бяло поле c6 · черна пешка на бяло поле e6 · черна пешка на бяло поле g6 · черен кон на бяло поле d5 · бяла пешка на черно поле e5 · бяла пешка на черно поле g5 · бяла пешка на черно поле h4 · черна пешка на черно поле c3 · черен офицер на бяло поле d3 · бял офицер на черно поле g3 · бяла пешка на бяло поле a2 · бяла пешка на бяло поле g2 · бял цар на черно поле h2 | черна дама на черно поле e7 · черен цар на бяло поле f7 · черна пешка на бяло поле h7 · бяла дама на бяло поле c6 · черна пешка на бяло поле e6 · черна пешка на бяло поле g6 · черен кон на бяло поле d5 · бяла пешка на черно поле e5 · бяла пешка на черно поле g5 · бяла пешка на черно поле h4 · черна пешка на черно поле c3 · черен офицер на бяло поле d3 · бял офицер на черно поле g3 · бяла пешка на бяло поле a2 · бяла пешка на бяло поле g2 · бял цар на черно поле h2 | черна дама на черно поле e7 · черен цар на бяло поле f7 · черна пешка на бяло поле h7 · бяла дама на бяло поле c6 · черна пешка на бяло поле e6 · черна пешка на бяло поле g6 · черен кон на бяло поле d5 · бяла пешка на черно поле e5 · бяла пешка на черно поле g5 · бяла пешка на черно поле h4 · черна пешка на черно поле c3 · черен офицер на бяло поле d3 · бял офицер на черно поле g3 · бяла пешка на бяло поле a2 · бяла пешка на бяло поле g2 · бял цар на черно поле h2 | черна дама на черно поле e7 · черен цар на бяло поле f7 · черна пешка на бяло поле h7 · бяла дама на бяло поле c6 · черна пешка на бяло поле e6 · черна пешка на бяло поле g6 · черен кон на бяло поле d5 · бяла пешка на черно поле e5 · бяла пешка на черно поле g5 · бяла пешка на черно поле h4 · черна пешка на черно поле c3 · черен офицер на бяло поле d3 · бял офицер на черно поле g3 · бяла пешка на бяло поле a2 · бяла пешка на бяло поле g2 · бял цар на черно поле h2 | 7 |
| 6 | черна дама на черно поле e7 · черен цар на бяло поле f7 · черна пешка на бяло поле h7 · бяла дама на бяло поле c6 · черна пешка на бяло поле e6 · черна пешка на бяло поле g6 · черен кон на бяло поле d5 · бяла пешка на черно поле e5 · бяла пешка на черно поле g5 · бяла пешка на черно поле h4 · черна пешка на черно поле c3 · черен офицер на бяло поле d3 · бял офицер на черно поле g3 · бяла пешка на бяло поле a2 · бяла пешка на бяло поле g2 · бял цар на черно поле h2 | черна дама на черно поле e7 · черен цар на бяло поле f7 · черна пешка на бяло поле h7 · бяла дама на бяло поле c6 · черна пешка на бяло поле e6 · черна пешка на бяло поле g6 · черен кон на бяло поле d5 · бяла пешка на черно поле e5 · бяла пешка на черно поле g5 · бяла пешка на черно поле h4 · черна пешка на черно поле c3 · черен офицер на бяло поле d3 · бял офицер на черно поле g3 · бяла пешка на бяло поле a2 · бяла пешка на бяло поле g2 · бял цар на черно поле h2 | черна дама на черно поле e7 · черен цар на бяло поле f7 · черна пешка на бяло поле h7 · бяла дама на бяло поле c6 · черна пешка на бяло поле e6 · черна пешка на бяло поле g6 · черен кон на бяло поле d5 · бяла пешка на черно поле e5 · бяла пешка на черно поле g5 · бяла пешка на черно поле h4 · черна пешка на черно поле c3 · черен офицер на бяло поле d3 · бял офицер на черно поле g3 · бяла пешка на бяло поле a2 · бяла пешка на бяло поле g2 · бял цар на черно поле h2 | черна дама на черно поле e7 · черен цар на бяло поле f7 · черна пешка на бяло поле h7 · бяла дама на бяло поле c6 · черна пешка на бяло поле e6 · черна пешка на бяло поле g6 · черен кон на бяло поле d5 · бяла пешка на черно поле e5 · бяла пешка на черно поле g5 · бяла пешка на черно поле h4 · черна пешка на черно поле c3 · черен офицер на бяло поле d3 · бял офицер на черно поле g3 · бяла пешка на бяло поле a2 · бяла пешка на бяло поле g2 · бял цар на черно поле h2 | черна дама на черно поле e7 · черен цар на бяло поле f7 · черна пешка на бяло поле h7 · бяла дама на бяло поле c6 · черна пешка на бяло поле e6 · черна пешка на бяло поле g6 · черен кон на бяло поле d5 · бяла пешка на черно поле e5 · бяла пешка на черно поле g5 · бяла пешка на черно поле h4 · черна пешка на черно поле c3 · черен офицер на бяло поле d3 · бял офицер на черно поле g3 · бяла пешка на бяло поле a2 · бяла пешка на бяло поле g2 · бял цар на черно поле h2 | черна дама на черно поле e7 · черен цар на бяло поле f7 · черна пешка на бяло поле h7 · бяла дама на бяло поле c6 · черна пешка на бяло поле e6 · черна пешка на бяло поле g6 · черен кон на бяло поле d5 · бяла пешка на черно поле e5 · бяла пешка на черно поле g5 · бяла пешка на черно поле h4 · черна пешка на черно поле c3 · черен офицер на бяло поле d3 · бял офицер на черно поле g3 · бяла пешка на бяло поле a2 · бяла пешка на бяло поле g2 · бял цар на черно поле h2 | черна дама на черно поле e7 · черен цар на бяло поле f7 · черна пешка на бяло поле h7 · бяла дама на бяло поле c6 · черна пешка на бяло поле e6 · черна пешка на бяло поле g6 · черен кон на бяло поле d5 · бяла пешка на черно поле e5 · бяла пешка на черно поле g5 · бяла пешка на черно поле h4 · черна пешка на черно поле c3 · черен офицер на бяло поле d3 · бял офицер на черно поле g3 · бяла пешка на бяло поле a2 · бяла пешка на бяло поле g2 · бял цар на черно поле h2 | черна дама на черно поле e7 · черен цар на бяло поле f7 · черна пешка на бяло поле h7 · бяла дама на бяло поле c6 · черна пешка на бяло поле e6 · черна пешка на бяло поле g6 · черен кон на бяло поле d5 · бяла пешка на черно поле e5 · бяла пешка на черно поле g5 · бяла пешка на черно поле h4 · черна пешка на черно поле c3 · черен офицер на бяло поле d3 · бял офицер на черно поле g3 · бяла пешка на бяло поле a2 · бяла пешка на бяло поле g2 · бял цар на черно поле h2 | 6 |
| 5 | черна дама на черно поле e7 · черен цар на бяло поле f7 · черна пешка на бяло поле h7 · бяла дама на бяло поле c6 · черна пешка на бяло поле e6 · черна пешка на бяло поле g6 · черен кон на бяло поле d5 · бяла пешка на черно поле e5 · бяла пешка на черно поле g5 · бяла пешка на черно поле h4 · черна пешка на черно поле c3 · черен офицер на бяло поле d3 · бял офицер на черно поле g3 · бяла пешка на бяло поле a2 · бяла пешка на бяло поле g2 · бял цар на черно поле h2 | черна дама на черно поле e7 · черен цар на бяло поле f7 · черна пешка на бяло поле h7 · бяла дама на бяло поле c6 · черна пешка на бяло поле e6 · черна пешка на бяло поле g6 · черен кон на бяло поле d5 · бяла пешка на черно поле e5 · бяла пешка на черно поле g5 · бяла пешка на черно поле h4 · черна пешка на черно поле c3 · черен офицер на бяло поле d3 · бял офицер на черно поле g3 · бяла пешка на бяло поле a2 · бяла пешка на бяло поле g2 · бял цар на черно поле h2 | черна дама на черно поле e7 · черен цар на бяло поле f7 · черна пешка на бяло поле h7 · бяла дама на бяло поле c6 · черна пешка на бяло поле e6 · черна пешка на бяло поле g6 · черен кон на бяло поле d5 · бяла пешка на черно поле e5 · бяла пешка на черно поле g5 · бяла пешка на черно поле h4 · черна пешка на черно поле c3 · черен офицер на бяло поле d3 · бял офицер на черно поле g3 · бяла пешка на бяло поле a2 · бяла пешка на бяло поле g2 · бял цар на черно поле h2 | черна дама на черно поле e7 · черен цар на бяло поле f7 · черна пешка на бяло поле h7 · бяла дама на бяло поле c6 · черна пешка на бяло поле e6 · черна пешка на бяло поле g6 · черен кон на бяло поле d5 · бяла пешка на черно поле e5 · бяла пешка на черно поле g5 · бяла пешка на черно поле h4 · черна пешка на черно поле c3 · черен офицер на бяло поле d3 · бял офицер на черно поле g3 · бяла пешка на бяло поле a2 · бяла пешка на бяло поле g2 · бял цар на черно поле h2 | черна дама на черно поле e7 · черен цар на бяло поле f7 · черна пешка на бяло поле h7 · бяла дама на бяло поле c6 · черна пешка на бяло поле e6 · черна пешка на бяло поле g6 · черен кон на бяло поле d5 · бяла пешка на черно поле e5 · бяла пешка на черно поле g5 · бяла пешка на черно поле h4 · черна пешка на черно поле c3 · черен офицер на бяло поле d3 · бял офицер на черно поле g3 · бяла пешка на бяло поле a2 · бяла пешка на бяло поле g2 · бял цар на черно поле h2 | черна дама на черно поле e7 · черен цар на бяло поле f7 · черна пешка на бяло поле h7 · бяла дама на бяло поле c6 · черна пешка на бяло поле e6 · черна пешка на бяло поле g6 · черен кон на бяло поле d5 · бяла пешка на черно поле e5 · бяла пешка на черно поле g5 · бяла пешка на черно поле h4 · черна пешка на черно поле c3 · черен офицер на бяло поле d3 · бял офицер на черно поле g3 · бяла пешка на бяло поле a2 · бяла пешка на бяло поле g2 · бял цар на черно поле h2 | черна дама на черно поле e7 · черен цар на бяло поле f7 · черна пешка на бяло поле h7 · бяла дама на бяло поле c6 · черна пешка на бяло поле e6 · черна пешка на бяло поле g6 · черен кон на бяло поле d5 · бяла пешка на черно поле e5 · бяла пешка на черно поле g5 · бяла пешка на черно поле h4 · черна пешка на черно поле c3 · черен офицер на бяло поле d3 · бял офицер на черно поле g3 · бяла пешка на бяло поле a2 · бяла пешка на бяло поле g2 · бял цар на черно поле h2 | черна дама на черно поле e7 · черен цар на бяло поле f7 · черна пешка на бяло поле h7 · бяла дама на бяло поле c6 · черна пешка на бяло поле e6 · черна пешка на бяло поле g6 · черен кон на бяло поле d5 · бяла пешка на черно поле e5 · бяла пешка на черно поле g5 · бяла пешка на черно поле h4 · черна пешка на черно поле c3 · черен офицер на бяло поле d3 · бял офицер на черно поле g3 · бяла пешка на бяло поле a2 · бяла пешка на бяло поле g2 · бял цар на черно поле h2 | 5 |
| 4 | черна дама на черно поле e7 · черен цар на бяло поле f7 · черна пешка на бяло поле h7 · бяла дама на бяло поле c6 · черна пешка на бяло поле e6 · черна пешка на бяло поле g6 · черен кон на бяло поле d5 · бяла пешка на черно поле e5 · бяла пешка на черно поле g5 · бяла пешка на черно поле h4 · черна пешка на черно поле c3 · черен офицер на бяло поле d3 · бял офицер на черно поле g3 · бяла пешка на бяло поле a2 · бяла пешка на бяло поле g2 · бял цар на черно поле h2 | черна дама на черно поле e7 · черен цар на бяло поле f7 · черна пешка на бяло поле h7 · бяла дама на бяло поле c6 · черна пешка на бяло поле e6 · черна пешка на бяло поле g6 · черен кон на бяло поле d5 · бяла пешка на черно поле e5 · бяла пешка на черно поле g5 · бяла пешка на черно поле h4 · черна пешка на черно поле c3 · черен офицер на бяло поле d3 · бял офицер на черно поле g3 · бяла пешка на бяло поле a2 · бяла пешка на бяло поле g2 · бял цар на черно поле h2 | черна дама на черно поле e7 · черен цар на бяло поле f7 · черна пешка на бяло поле h7 · бяла дама на бяло поле c6 · черна пешка на бяло поле e6 · черна пешка на бяло поле g6 · черен кон на бяло поле d5 · бяла пешка на черно поле e5 · бяла пешка на черно поле g5 · бяла пешка на черно поле h4 · черна пешка на черно поле c3 · черен офицер на бяло поле d3 · бял офицер на черно поле g3 · бяла пешка на бяло поле a2 · бяла пешка на бяло поле g2 · бял цар на черно поле h2 | черна дама на черно поле e7 · черен цар на бяло поле f7 · черна пешка на бяло поле h7 · бяла дама на бяло поле c6 · черна пешка на бяло поле e6 · черна пешка на бяло поле g6 · черен кон на бяло поле d5 · бяла пешка на черно поле e5 · бяла пешка на черно поле g5 · бяла пешка на черно поле h4 · черна пешка на черно поле c3 · черен офицер на бяло поле d3 · бял офицер на черно поле g3 · бяла пешка на бяло поле a2 · бяла пешка на бяло поле g2 · бял цар на черно поле h2 | черна дама на черно поле e7 · черен цар на бяло поле f7 · черна пешка на бяло поле h7 · бяла дама на бяло поле c6 · черна пешка на бяло поле e6 · черна пешка на бяло поле g6 · черен кон на бяло поле d5 · бяла пешка на черно поле e5 · бяла пешка на черно поле g5 · бяла пешка на черно поле h4 · черна пешка на черно поле c3 · черен офицер на бяло поле d3 · бял офицер на черно поле g3 · бяла пешка на бяло поле a2 · бяла пешка на бяло поле g2 · бял цар на черно поле h2 | черна дама на черно поле e7 · черен цар на бяло поле f7 · черна пешка на бяло поле h7 · бяла дама на бяло поле c6 · черна пешка на бяло поле e6 · черна пешка на бяло поле g6 · черен кон на бяло поле d5 · бяла пешка на черно поле e5 · бяла пешка на черно поле g5 · бяла пешка на черно поле h4 · черна пешка на черно поле c3 · черен офицер на бяло поле d3 · бял офицер на черно поле g3 · бяла пешка на бяло поле a2 · бяла пешка на бяло поле g2 · бял цар на черно поле h2 | черна дама на черно поле e7 · черен цар на бяло поле f7 · черна пешка на бяло поле h7 · бяла дама на бяло поле c6 · черна пешка на бяло поле e6 · черна пешка на бяло поле g6 · черен кон на бяло поле d5 · бяла пешка на черно поле e5 · бяла пешка на черно поле g5 · бяла пешка на черно поле h4 · черна пешка на черно поле c3 · черен офицер на бяло поле d3 · бял офицер на черно поле g3 · бяла пешка на бяло поле a2 · бяла пешка на бяло поле g2 · бял цар на черно поле h2 | черна дама на черно поле e7 · черен цар на бяло поле f7 · черна пешка на бяло поле h7 · бяла дама на бяло поле c6 · черна пешка на бяло поле e6 · черна пешка на бяло поле g6 · черен кон на бяло поле d5 · бяла пешка на черно поле e5 · бяла пешка на черно поле g5 · бяла пешка на черно поле h4 · черна пешка на черно поле c3 · черен офицер на бяло поле d3 · бял офицер на черно поле g3 · бяла пешка на бяло поле a2 · бяла пешка на бяло поле g2 · бял цар на черно поле h2 | 4 |
| 3 | черна дама на черно поле e7 · черен цар на бяло поле f7 · черна пешка на бяло поле h7 · бяла дама на бяло поле c6 · черна пешка на бяло поле e6 · черна пешка на бяло поле g6 · черен кон на бяло поле d5 · бяла пешка на черно поле e5 · бяла пешка на черно поле g5 · бяла пешка на черно поле h4 · черна пешка на черно поле c3 · черен офицер на бяло поле d3 · бял офицер на черно поле g3 · бяла пешка на бяло поле a2 · бяла пешка на бяло поле g2 · бял цар на черно поле h2 | черна дама на черно поле e7 · черен цар на бяло поле f7 · черна пешка на бяло поле h7 · бяла дама на бяло поле c6 · черна пешка на бяло поле e6 · черна пешка на бяло поле g6 · черен кон на бяло поле d5 · бяла пешка на черно поле e5 · бяла пешка на черно поле g5 · бяла пешка на черно поле h4 · черна пешка на черно поле c3 · черен офицер на бяло поле d3 · бял офицер на черно поле g3 · бяла пешка на бяло поле a2 · бяла пешка на бяло поле g2 · бял цар на черно поле h2 | черна дама на черно поле e7 · черен цар на бяло поле f7 · черна пешка на бяло поле h7 · бяла дама на бяло поле c6 · черна пешка на бяло поле e6 · черна пешка на бяло поле g6 · черен кон на бяло поле d5 · бяла пешка на черно поле e5 · бяла пешка на черно поле g5 · бяла пешка на черно поле h4 · черна пешка на черно поле c3 · черен офицер на бяло поле d3 · бял офицер на черно поле g3 · бяла пешка на бяло поле a2 · бяла пешка на бяло поле g2 · бял цар на черно поле h2 | черна дама на черно поле e7 · черен цар на бяло поле f7 · черна пешка на бяло поле h7 · бяла дама на бяло поле c6 · черна пешка на бяло поле e6 · черна пешка на бяло поле g6 · черен кон на бяло поле d5 · бяла пешка на черно поле e5 · бяла пешка на черно поле g5 · бяла пешка на черно поле h4 · черна пешка на черно поле c3 · черен офицер на бяло поле d3 · бял офицер на черно поле g3 · бяла пешка на бяло поле a2 · бяла пешка на бяло поле g2 · бял цар на черно поле h2 | черна дама на черно поле e7 · черен цар на бяло поле f7 · черна пешка на бяло поле h7 · бяла дама на бяло поле c6 · черна пешка на бяло поле e6 · черна пешка на бяло поле g6 · черен кон на бяло поле d5 · бяла пешка на черно поле e5 · бяла пешка на черно поле g5 · бяла пешка на черно поле h4 · черна пешка на черно поле c3 · черен офицер на бяло поле d3 · бял офицер на черно поле g3 · бяла пешка на бяло поле a2 · бяла пешка на бяло поле g2 · бял цар на черно поле h2 | черна дама на черно поле e7 · черен цар на бяло поле f7 · черна пешка на бяло поле h7 · бяла дама на бяло поле c6 · черна пешка на бяло поле e6 · черна пешка на бяло поле g6 · черен кон на бяло поле d5 · бяла пешка на черно поле e5 · бяла пешка на черно поле g5 · бяла пешка на черно поле h4 · черна пешка на черно поле c3 · черен офицер на бяло поле d3 · бял офицер на черно поле g3 · бяла пешка на бяло поле a2 · бяла пешка на бяло поле g2 · бял цар на черно поле h2 | черна дама на черно поле e7 · черен цар на бяло поле f7 · черна пешка на бяло поле h7 · бяла дама на бяло поле c6 · черна пешка на бяло поле e6 · черна пешка на бяло поле g6 · черен кон на бяло поле d5 · бяла пешка на черно поле e5 · бяла пешка на черно поле g5 · бяла пешка на черно поле h4 · черна пешка на черно поле c3 · черен офицер на бяло поле d3 · бял офицер на черно поле g3 · бяла пешка на бяло поле a2 · бяла пешка на бяло поле g2 · бял цар на черно поле h2 | черна дама на черно поле e7 · черен цар на бяло поле f7 · черна пешка на бяло поле h7 · бяла дама на бяло поле c6 · черна пешка на бяло поле e6 · черна пешка на бяло поле g6 · черен кон на бяло поле d5 · бяла пешка на черно поле e5 · бяла пешка на черно поле g5 · бяла пешка на черно поле h4 · черна пешка на черно поле c3 · черен офицер на бяло поле d3 · бял офицер на черно поле g3 · бяла пешка на бяло поле a2 · бяла пешка на бяло поле g2 · бял цар на черно поле h2 | 3 |
| 2 | черна дама на черно поле e7 · черен цар на бяло поле f7 · черна пешка на бяло поле h7 · бяла дама на бяло поле c6 · черна пешка на бяло поле e6 · черна пешка на бяло поле g6 · черен кон на бяло поле d5 · бяла пешка на черно поле e5 · бяла пешка на черно поле g5 · бяла пешка на черно поле h4 · черна пешка на черно поле c3 · черен офицер на бяло поле d3 · бял офицер на черно поле g3 · бяла пешка на бяло поле a2 · бяла пешка на бяло поле g2 · бял цар на черно поле h2 | черна дама на черно поле e7 · черен цар на бяло поле f7 · черна пешка на бяло поле h7 · бяла дама на бяло поле c6 · черна пешка на бяло поле e6 · черна пешка на бяло поле g6 · черен кон на бяло поле d5 · бяла пешка на черно поле e5 · бяла пешка на черно поле g5 · бяла пешка на черно поле h4 · черна пешка на черно поле c3 · черен офицер на бяло поле d3 · бял офицер на черно поле g3 · бяла пешка на бяло поле a2 · бяла пешка на бяло поле g2 · бял цар на черно поле h2 | черна дама на черно поле e7 · черен цар на бяло поле f7 · черна пешка на бяло поле h7 · бяла дама на бяло поле c6 · черна пешка на бяло поле e6 · черна пешка на бяло поле g6 · черен кон на бяло поле d5 · бяла пешка на черно поле e5 · бяла пешка на черно поле g5 · бяла пешка на черно поле h4 · черна пешка на черно поле c3 · черен офицер на бяло поле d3 · бял офицер на черно поле g3 · бяла пешка на бяло поле a2 · бяла пешка на бяло поле g2 · бял цар на черно поле h2 | черна дама на черно поле e7 · черен цар на бяло поле f7 · черна пешка на бяло поле h7 · бяла дама на бяло поле c6 · черна пешка на бяло поле e6 · черна пешка на бяло поле g6 · черен кон на бяло поле d5 · бяла пешка на черно поле e5 · бяла пешка на черно поле g5 · бяла пешка на черно поле h4 · черна пешка на черно поле c3 · черен офицер на бяло поле d3 · бял офицер на черно поле g3 · бяла пешка на бяло поле a2 · бяла пешка на бяло поле g2 · бял цар на черно поле h2 | черна дама на черно поле e7 · черен цар на бяло поле f7 · черна пешка на бяло поле h7 · бяла дама на бяло поле c6 · черна пешка на бяло поле e6 · черна пешка на бяло поле g6 · черен кон на бяло поле d5 · бяла пешка на черно поле e5 · бяла пешка на черно поле g5 · бяла пешка на черно поле h4 · черна пешка на черно поле c3 · черен офицер на бяло поле d3 · бял офицер на черно поле g3 · бяла пешка на бяло поле a2 · бяла пешка на бяло поле g2 · бял цар на черно поле h2 | черна дама на черно поле e7 · черен цар на бяло поле f7 · черна пешка на бяло поле h7 · бяла дама на бяло поле c6 · черна пешка на бяло поле e6 · черна пешка на бяло поле g6 · черен кон на бяло поле d5 · бяла пешка на черно поле e5 · бяла пешка на черно поле g5 · бяла пешка на черно поле h4 · черна пешка на черно поле c3 · черен офицер на бяло поле d3 · бял офицер на черно поле g3 · бяла пешка на бяло поле a2 · бяла пешка на бяло поле g2 · бял цар на черно поле h2 | черна дама на черно поле e7 · черен цар на бяло поле f7 · черна пешка на бяло поле h7 · бяла дама на бяло поле c6 · черна пешка на бяло поле e6 · черна пешка на бяло поле g6 · черен кон на бяло поле d5 · бяла пешка на черно поле e5 · бяла пешка на черно поле g5 · бяла пешка на черно поле h4 · черна пешка на черно поле c3 · черен офицер на бяло поле d3 · бял офицер на черно поле g3 · бяла пешка на бяло поле a2 · бяла пешка на бяло поле g2 · бял цар на черно поле h2 | черна дама на черно поле e7 · черен цар на бяло поле f7 · черна пешка на бяло поле h7 · бяла дама на бяло поле c6 · черна пешка на бяло поле e6 · черна пешка на бяло поле g6 · черен кон на бяло поле d5 · бяла пешка на черно поле e5 · бяла пешка на черно поле g5 · бяла пешка на черно поле h4 · черна пешка на черно поле c3 · черен офицер на бяло поле d3 · бял офицер на черно поле g3 · бяла пешка на бяло поле a2 · бяла пешка на бяло поле g2 · бял цар на черно поле h2 | 2 |
| 1 | черна дама на черно поле e7 · черен цар на бяло поле f7 · черна пешка на бяло поле h7 · бяла дама на бяло поле c6 · черна пешка на бяло поле e6 · черна пешка на бяло поле g6 · черен кон на бяло поле d5 · бяла пешка на черно поле e5 · бяла пешка на черно поле g5 · бяла пешка на черно поле h4 · черна пешка на черно поле c3 · черен офицер на бяло поле d3 · бял офицер на черно поле g3 · бяла пешка на бяло поле a2 · бяла пешка на бяло поле g2 · бял цар на черно поле h2 | черна дама на черно поле e7 · черен цар на бяло поле f7 · черна пешка на бяло поле h7 · бяла дама на бяло поле c6 · черна пешка на бяло поле e6 · черна пешка на бяло поле g6 · черен кон на бяло поле d5 · бяла пешка на черно поле e5 · бяла пешка на черно поле g5 · бяла пешка на черно поле h4 · черна пешка на черно поле c3 · черен офицер на бяло поле d3 · бял офицер на черно поле g3 · бяла пешка на бяло поле a2 · бяла пешка на бяло поле g2 · бял цар на черно поле h2 | черна дама на черно поле e7 · черен цар на бяло поле f7 · черна пешка на бяло поле h7 · бяла дама на бяло поле c6 · черна пешка на бяло поле e6 · черна пешка на бяло поле g6 · черен кон на бяло поле d5 · бяла пешка на черно поле e5 · бяла пешка на черно поле g5 · бяла пешка на черно поле h4 · черна пешка на черно поле c3 · черен офицер на бяло поле d3 · бял офицер на черно поле g3 · бяла пешка на бяло поле a2 · бяла пешка на бяло поле g2 · бял цар на черно поле h2 | черна дама на черно поле e7 · черен цар на бяло поле f7 · черна пешка на бяло поле h7 · бяла дама на бяло поле c6 · черна пешка на бяло поле e6 · черна пешка на бяло поле g6 · черен кон на бяло поле d5 · бяла пешка на черно поле e5 · бяла пешка на черно поле g5 · бяла пешка на черно поле h4 · черна пешка на черно поле c3 · черен офицер на бяло поле d3 · бял офицер на черно поле g3 · бяла пешка на бяло поле a2 · бяла пешка на бяло поле g2 · бял цар на черно поле h2 | черна дама на черно поле e7 · черен цар на бяло поле f7 · черна пешка на бяло поле h7 · бяла дама на бяло поле c6 · черна пешка на бяло поле e6 · черна пешка на бяло поле g6 · черен кон на бяло поле d5 · бяла пешка на черно поле e5 · бяла пешка на черно поле g5 · бяла пешка на черно поле h4 · черна пешка на черно поле c3 · черен офицер на бяло поле d3 · бял офицер на черно поле g3 · бяла пешка на бяло поле a2 · бяла пешка на бяло поле g2 · бял цар на черно поле h2 | черна дама на черно поле e7 · черен цар на бяло поле f7 · черна пешка на бяло поле h7 · бяла дама на бяло поле c6 · черна пешка на бяло поле e6 · черна пешка на бяло поле g6 · черен кон на бяло поле d5 · бяла пешка на черно поле e5 · бяла пешка на черно поле g5 · бяла пешка на черно поле h4 · черна пешка на черно поле c3 · черен офицер на бяло поле d3 · бял офицер на черно поле g3 · бяла пешка на бяло поле a2 · бяла пешка на бяло поле g2 · бял цар на черно поле h2 | черна дама на черно поле e7 · черен цар на бяло поле f7 · черна пешка на бяло поле h7 · бяла дама на бяло поле c6 · черна пешка на бяло поле e6 · черна пешка на бяло поле g6 · черен кон на бяло поле d5 · бяла пешка на черно поле e5 · бяла пешка на черно поле g5 · бяла пешка на черно поле h4 · черна пешка на черно поле c3 · черен офицер на бяло поле d3 · бял офицер на черно поле g3 · бяла пешка на бяло поле a2 · бяла пешка на бяло поле g2 · бял цар на черно поле h2 | черна дама на черно поле e7 · черен цар на бяло поле f7 · черна пешка на бяло поле h7 · бяла дама на бяло поле c6 · черна пешка на бяло поле e6 · черна пешка на бяло поле g6 · черен кон на бяло поле d5 · бяла пешка на черно поле e5 · бяла пешка на черно поле g5 · бяла пешка на черно поле h4 · черна пешка на черно поле c3 · черен офицер на бяло поле d3 · бял офицер на черно поле g3 · бяла пешка на бяло поле a2 · бяла пешка на бяло поле g2 · бял цар на черно поле h2 | 1 |
|   | a | b | c | d | e | f | g | h |   |

Следващата победа е срещу втория в световната ранглиста за март 2018 г. с ЕЛО 2809.
2. Шахрияр Мамедяров – Иван Чепаринов 0 – 1
Турнир Корус, Група Б, 11-и кръг, Вайк ан Зее, 28 януари 2005 г., Сицилианска защита – вариант Дракон 

В позицията на диаграма 3 с пешка повече Чепаринов жертва качество, но отслабва белите пешки: 24. ... Т:с3!! 25. b:c3 Цg7 26. Дf3? (Необходимо е Кf3 и Кd2 за запазване на пешката е4) 26. ... Де7 27. Оh2 Tc4! 28. Оg3 Kf6 29. Td3 K:e4 Черните спечелват пешката е4. 30. Tf1 f5! Чепаринов овладява центъра и развива силна атака. 31. Oh2 f4! 32. Tg1 Kg3+!! 33. T:g3 Белите връщат качеството, но след 33. ... е4!! дамата и двата топа на Мамедяров едновременно са под ударите на черните пешки. 34. Т:g6+ Ц:g6 35. Дg2+ Цh7 36. Цd1 (защита от 36. ... f3+!!) e:d3 37. К:d3 Д:d7 Чепаринов спечели топ и остава с качество и пешка повече. 38. Да8 f3 39. Og1? (Og3) 39. ... T:h4.
(диаграма 4). Белите се предават.
|   | a | b | c | d | e | f | g | h |   |
| 8 | черен топ на бяло поле c8 · черен цар на бяло поле g8 · черна пешка на бяло поле f7 · черна пешка на бяло поле a6 · черен топ на бяло поле c6 · черна дама на черно поле f6 · черна пешка на бяло поле g6 · черен офицер на черно поле h6 · черна пешка на бяло поле b5 · черна пешка на черно поле e5 · черна пешка на бяло поле h5 · бяла пешка на бяло поле e4 · черен кон на бяло поле g4 · бяла пешка на черно поле h4 · бяла пешка на черно поле a3 · бял кон на черно поле c3 · бяла дама на бяло поле d3 · бяла пешка на черно поле b2 · бяла пешка на бяло поле c2 · бял цар на бяло поле e2 · бял топ на бяло поле d1 · бял кон на черно поле e1 · бял офицер на черно поле g1 · бял топ на бяло поле h1 | черен топ на бяло поле c8 · черен цар на бяло поле g8 · черна пешка на бяло поле f7 · черна пешка на бяло поле a6 · черен топ на бяло поле c6 · черна дама на черно поле f6 · черна пешка на бяло поле g6 · черен офицер на черно поле h6 · черна пешка на бяло поле b5 · черна пешка на черно поле e5 · черна пешка на бяло поле h5 · бяла пешка на бяло поле e4 · черен кон на бяло поле g4 · бяла пешка на черно поле h4 · бяла пешка на черно поле a3 · бял кон на черно поле c3 · бяла дама на бяло поле d3 · бяла пешка на черно поле b2 · бяла пешка на бяло поле c2 · бял цар на бяло поле e2 · бял топ на бяло поле d1 · бял кон на черно поле e1 · бял офицер на черно поле g1 · бял топ на бяло поле h1 | черен топ на бяло поле c8 · черен цар на бяло поле g8 · черна пешка на бяло поле f7 · черна пешка на бяло поле a6 · черен топ на бяло поле c6 · черна дама на черно поле f6 · черна пешка на бяло поле g6 · черен офицер на черно поле h6 · черна пешка на бяло поле b5 · черна пешка на черно поле e5 · черна пешка на бяло поле h5 · бяла пешка на бяло поле e4 · черен кон на бяло поле g4 · бяла пешка на черно поле h4 · бяла пешка на черно поле a3 · бял кон на черно поле c3 · бяла дама на бяло поле d3 · бяла пешка на черно поле b2 · бяла пешка на бяло поле c2 · бял цар на бяло поле e2 · бял топ на бяло поле d1 · бял кон на черно поле e1 · бял офицер на черно поле g1 · бял топ на бяло поле h1 | черен топ на бяло поле c8 · черен цар на бяло поле g8 · черна пешка на бяло поле f7 · черна пешка на бяло поле a6 · черен топ на бяло поле c6 · черна дама на черно поле f6 · черна пешка на бяло поле g6 · черен офицер на черно поле h6 · черна пешка на бяло поле b5 · черна пешка на черно поле e5 · черна пешка на бяло поле h5 · бяла пешка на бяло поле e4 · черен кон на бяло поле g4 · бяла пешка на черно поле h4 · бяла пешка на черно поле a3 · бял кон на черно поле c3 · бяла дама на бяло поле d3 · бяла пешка на черно поле b2 · бяла пешка на бяло поле c2 · бял цар на бяло поле e2 · бял топ на бяло поле d1 · бял кон на черно поле e1 · бял офицер на черно поле g1 · бял топ на бяло поле h1 | черен топ на бяло поле c8 · черен цар на бяло поле g8 · черна пешка на бяло поле f7 · черна пешка на бяло поле a6 · черен топ на бяло поле c6 · черна дама на черно поле f6 · черна пешка на бяло поле g6 · черен офицер на черно поле h6 · черна пешка на бяло поле b5 · черна пешка на черно поле e5 · черна пешка на бяло поле h5 · бяла пешка на бяло поле e4 · черен кон на бяло поле g4 · бяла пешка на черно поле h4 · бяла пешка на черно поле a3 · бял кон на черно поле c3 · бяла дама на бяло поле d3 · бяла пешка на черно поле b2 · бяла пешка на бяло поле c2 · бял цар на бяло поле e2 · бял топ на бяло поле d1 · бял кон на черно поле e1 · бял офицер на черно поле g1 · бял топ на бяло поле h1 | черен топ на бяло поле c8 · черен цар на бяло поле g8 · черна пешка на бяло поле f7 · черна пешка на бяло поле a6 · черен топ на бяло поле c6 · черна дама на черно поле f6 · черна пешка на бяло поле g6 · черен офицер на черно поле h6 · черна пешка на бяло поле b5 · черна пешка на черно поле e5 · черна пешка на бяло поле h5 · бяла пешка на бяло поле e4 · черен кон на бяло поле g4 · бяла пешка на черно поле h4 · бяла пешка на черно поле a3 · бял кон на черно поле c3 · бяла дама на бяло поле d3 · бяла пешка на черно поле b2 · бяла пешка на бяло поле c2 · бял цар на бяло поле e2 · бял топ на бяло поле d1 · бял кон на черно поле e1 · бял офицер на черно поле g1 · бял топ на бяло поле h1 | черен топ на бяло поле c8 · черен цар на бяло поле g8 · черна пешка на бяло поле f7 · черна пешка на бяло поле a6 · черен топ на бяло поле c6 · черна дама на черно поле f6 · черна пешка на бяло поле g6 · черен офицер на черно поле h6 · черна пешка на бяло поле b5 · черна пешка на черно поле e5 · черна пешка на бяло поле h5 · бяла пешка на бяло поле e4 · черен кон на бяло поле g4 · бяла пешка на черно поле h4 · бяла пешка на черно поле a3 · бял кон на черно поле c3 · бяла дама на бяло поле d3 · бяла пешка на черно поле b2 · бяла пешка на бяло поле c2 · бял цар на бяло поле e2 · бял топ на бяло поле d1 · бял кон на черно поле e1 · бял офицер на черно поле g1 · бял топ на бяло поле h1 | черен топ на бяло поле c8 · черен цар на бяло поле g8 · черна пешка на бяло поле f7 · черна пешка на бяло поле a6 · черен топ на бяло поле c6 · черна дама на черно поле f6 · черна пешка на бяло поле g6 · черен офицер на черно поле h6 · черна пешка на бяло поле b5 · черна пешка на черно поле e5 · черна пешка на бяло поле h5 · бяла пешка на бяло поле e4 · черен кон на бяло поле g4 · бяла пешка на черно поле h4 · бяла пешка на черно поле a3 · бял кон на черно поле c3 · бяла дама на бяло поле d3 · бяла пешка на черно поле b2 · бяла пешка на бяло поле c2 · бял цар на бяло поле e2 · бял топ на бяло поле d1 · бял кон на черно поле e1 · бял офицер на черно поле g1 · бял топ на бяло поле h1 | 8 |
| 7 | черен топ на бяло поле c8 · черен цар на бяло поле g8 · черна пешка на бяло поле f7 · черна пешка на бяло поле a6 · черен топ на бяло поле c6 · черна дама на черно поле f6 · черна пешка на бяло поле g6 · черен офицер на черно поле h6 · черна пешка на бяло поле b5 · черна пешка на черно поле e5 · черна пешка на бяло поле h5 · бяла пешка на бяло поле e4 · черен кон на бяло поле g4 · бяла пешка на черно поле h4 · бяла пешка на черно поле a3 · бял кон на черно поле c3 · бяла дама на бяло поле d3 · бяла пешка на черно поле b2 · бяла пешка на бяло поле c2 · бял цар на бяло поле e2 · бял топ на бяло поле d1 · бял кон на черно поле e1 · бял офицер на черно поле g1 · бял топ на бяло поле h1 | черен топ на бяло поле c8 · черен цар на бяло поле g8 · черна пешка на бяло поле f7 · черна пешка на бяло поле a6 · черен топ на бяло поле c6 · черна дама на черно поле f6 · черна пешка на бяло поле g6 · черен офицер на черно поле h6 · черна пешка на бяло поле b5 · черна пешка на черно поле e5 · черна пешка на бяло поле h5 · бяла пешка на бяло поле e4 · черен кон на бяло поле g4 · бяла пешка на черно поле h4 · бяла пешка на черно поле a3 · бял кон на черно поле c3 · бяла дама на бяло поле d3 · бяла пешка на черно поле b2 · бяла пешка на бяло поле c2 · бял цар на бяло поле e2 · бял топ на бяло поле d1 · бял кон на черно поле e1 · бял офицер на черно поле g1 · бял топ на бяло поле h1 | черен топ на бяло поле c8 · черен цар на бяло поле g8 · черна пешка на бяло поле f7 · черна пешка на бяло поле a6 · черен топ на бяло поле c6 · черна дама на черно поле f6 · черна пешка на бяло поле g6 · черен офицер на черно поле h6 · черна пешка на бяло поле b5 · черна пешка на черно поле e5 · черна пешка на бяло поле h5 · бяла пешка на бяло поле e4 · черен кон на бяло поле g4 · бяла пешка на черно поле h4 · бяла пешка на черно поле a3 · бял кон на черно поле c3 · бяла дама на бяло поле d3 · бяла пешка на черно поле b2 · бяла пешка на бяло поле c2 · бял цар на бяло поле e2 · бял топ на бяло поле d1 · бял кон на черно поле e1 · бял офицер на черно поле g1 · бял топ на бяло поле h1 | черен топ на бяло поле c8 · черен цар на бяло поле g8 · черна пешка на бяло поле f7 · черна пешка на бяло поле a6 · черен топ на бяло поле c6 · черна дама на черно поле f6 · черна пешка на бяло поле g6 · черен офицер на черно поле h6 · черна пешка на бяло поле b5 · черна пешка на черно поле e5 · черна пешка на бяло поле h5 · бяла пешка на бяло поле e4 · черен кон на бяло поле g4 · бяла пешка на черно поле h4 · бяла пешка на черно поле a3 · бял кон на черно поле c3 · бяла дама на бяло поле d3 · бяла пешка на черно поле b2 · бяла пешка на бяло поле c2 · бял цар на бяло поле e2 · бял топ на бяло поле d1 · бял кон на черно поле e1 · бял офицер на черно поле g1 · бял топ на бяло поле h1 | черен топ на бяло поле c8 · черен цар на бяло поле g8 · черна пешка на бяло поле f7 · черна пешка на бяло поле a6 · черен топ на бяло поле c6 · черна дама на черно поле f6 · черна пешка на бяло поле g6 · черен офицер на черно поле h6 · черна пешка на бяло поле b5 · черна пешка на черно поле e5 · черна пешка на бяло поле h5 · бяла пешка на бяло поле e4 · черен кон на бяло поле g4 · бяла пешка на черно поле h4 · бяла пешка на черно поле a3 · бял кон на черно поле c3 · бяла дама на бяло поле d3 · бяла пешка на черно поле b2 · бяла пешка на бяло поле c2 · бял цар на бяло поле e2 · бял топ на бяло поле d1 · бял кон на черно поле e1 · бял офицер на черно поле g1 · бял топ на бяло поле h1 | черен топ на бяло поле c8 · черен цар на бяло поле g8 · черна пешка на бяло поле f7 · черна пешка на бяло поле a6 · черен топ на бяло поле c6 · черна дама на черно поле f6 · черна пешка на бяло поле g6 · черен офицер на черно поле h6 · черна пешка на бяло поле b5 · черна пешка на черно поле e5 · черна пешка на бяло поле h5 · бяла пешка на бяло поле e4 · черен кон на бяло поле g4 · бяла пешка на черно поле h4 · бяла пешка на черно поле a3 · бял кон на черно поле c3 · бяла дама на бяло поле d3 · бяла пешка на черно поле b2 · бяла пешка на бяло поле c2 · бял цар на бяло поле e2 · бял топ на бяло поле d1 · бял кон на черно поле e1 · бял офицер на черно поле g1 · бял топ на бяло поле h1 | черен топ на бяло поле c8 · черен цар на бяло поле g8 · черна пешка на бяло поле f7 · черна пешка на бяло поле a6 · черен топ на бяло поле c6 · черна дама на черно поле f6 · черна пешка на бяло поле g6 · черен офицер на черно поле h6 · черна пешка на бяло поле b5 · черна пешка на черно поле e5 · черна пешка на бяло поле h5 · бяла пешка на бяло поле e4 · черен кон на бяло поле g4 · бяла пешка на черно поле h4 · бяла пешка на черно поле a3 · бял кон на черно поле c3 · бяла дама на бяло поле d3 · бяла пешка на черно поле b2 · бяла пешка на бяло поле c2 · бял цар на бяло поле e2 · бял топ на бяло поле d1 · бял кон на черно поле e1 · бял офицер на черно поле g1 · бял топ на бяло поле h1 | черен топ на бяло поле c8 · черен цар на бяло поле g8 · черна пешка на бяло поле f7 · черна пешка на бяло поле a6 · черен топ на бяло поле c6 · черна дама на черно поле f6 · черна пешка на бяло поле g6 · черен офицер на черно поле h6 · черна пешка на бяло поле b5 · черна пешка на черно поле e5 · черна пешка на бяло поле h5 · бяла пешка на бяло поле e4 · черен кон на бяло поле g4 · бяла пешка на черно поле h4 · бяла пешка на черно поле a3 · бял кон на черно поле c3 · бяла дама на бяло поле d3 · бяла пешка на черно поле b2 · бяла пешка на бяло поле c2 · бял цар на бяло поле e2 · бял топ на бяло поле d1 · бял кон на черно поле e1 · бял офицер на черно поле g1 · бял топ на бяло поле h1 | 7 |
| 6 | черен топ на бяло поле c8 · черен цар на бяло поле g8 · черна пешка на бяло поле f7 · черна пешка на бяло поле a6 · черен топ на бяло поле c6 · черна дама на черно поле f6 · черна пешка на бяло поле g6 · черен офицер на черно поле h6 · черна пешка на бяло поле b5 · черна пешка на черно поле e5 · черна пешка на бяло поле h5 · бяла пешка на бяло поле e4 · черен кон на бяло поле g4 · бяла пешка на черно поле h4 · бяла пешка на черно поле a3 · бял кон на черно поле c3 · бяла дама на бяло поле d3 · бяла пешка на черно поле b2 · бяла пешка на бяло поле c2 · бял цар на бяло поле e2 · бял топ на бяло поле d1 · бял кон на черно поле e1 · бял офицер на черно поле g1 · бял топ на бяло поле h1 | черен топ на бяло поле c8 · черен цар на бяло поле g8 · черна пешка на бяло поле f7 · черна пешка на бяло поле a6 · черен топ на бяло поле c6 · черна дама на черно поле f6 · черна пешка на бяло поле g6 · черен офицер на черно поле h6 · черна пешка на бяло поле b5 · черна пешка на черно поле e5 · черна пешка на бяло поле h5 · бяла пешка на бяло поле e4 · черен кон на бяло поле g4 · бяла пешка на черно поле h4 · бяла пешка на черно поле a3 · бял кон на черно поле c3 · бяла дама на бяло поле d3 · бяла пешка на черно поле b2 · бяла пешка на бяло поле c2 · бял цар на бяло поле e2 · бял топ на бяло поле d1 · бял кон на черно поле e1 · бял офицер на черно поле g1 · бял топ на бяло поле h1 | черен топ на бяло поле c8 · черен цар на бяло поле g8 · черна пешка на бяло поле f7 · черна пешка на бяло поле a6 · черен топ на бяло поле c6 · черна дама на черно поле f6 · черна пешка на бяло поле g6 · черен офицер на черно поле h6 · черна пешка на бяло поле b5 · черна пешка на черно поле e5 · черна пешка на бяло поле h5 · бяла пешка на бяло поле e4 · черен кон на бяло поле g4 · бяла пешка на черно поле h4 · бяла пешка на черно поле a3 · бял кон на черно поле c3 · бяла дама на бяло поле d3 · бяла пешка на черно поле b2 · бяла пешка на бяло поле c2 · бял цар на бяло поле e2 · бял топ на бяло поле d1 · бял кон на черно поле e1 · бял офицер на черно поле g1 · бял топ на бяло поле h1 | черен топ на бяло поле c8 · черен цар на бяло поле g8 · черна пешка на бяло поле f7 · черна пешка на бяло поле a6 · черен топ на бяло поле c6 · черна дама на черно поле f6 · черна пешка на бяло поле g6 · черен офицер на черно поле h6 · черна пешка на бяло поле b5 · черна пешка на черно поле e5 · черна пешка на бяло поле h5 · бяла пешка на бяло поле e4 · черен кон на бяло поле g4 · бяла пешка на черно поле h4 · бяла пешка на черно поле a3 · бял кон на черно поле c3 · бяла дама на бяло поле d3 · бяла пешка на черно поле b2 · бяла пешка на бяло поле c2 · бял цар на бяло поле e2 · бял топ на бяло поле d1 · бял кон на черно поле e1 · бял офицер на черно поле g1 · бял топ на бяло поле h1 | черен топ на бяло поле c8 · черен цар на бяло поле g8 · черна пешка на бяло поле f7 · черна пешка на бяло поле a6 · черен топ на бяло поле c6 · черна дама на черно поле f6 · черна пешка на бяло поле g6 · черен офицер на черно поле h6 · черна пешка на бяло поле b5 · черна пешка на черно поле e5 · черна пешка на бяло поле h5 · бяла пешка на бяло поле e4 · черен кон на бяло поле g4 · бяла пешка на черно поле h4 · бяла пешка на черно поле a3 · бял кон на черно поле c3 · бяла дама на бяло поле d3 · бяла пешка на черно поле b2 · бяла пешка на бяло поле c2 · бял цар на бяло поле e2 · бял топ на бяло поле d1 · бял кон на черно поле e1 · бял офицер на черно поле g1 · бял топ на бяло поле h1 | черен топ на бяло поле c8 · черен цар на бяло поле g8 · черна пешка на бяло поле f7 · черна пешка на бяло поле a6 · черен топ на бяло поле c6 · черна дама на черно поле f6 · черна пешка на бяло поле g6 · черен офицер на черно поле h6 · черна пешка на бяло поле b5 · черна пешка на черно поле e5 · черна пешка на бяло поле h5 · бяла пешка на бяло поле e4 · черен кон на бяло поле g4 · бяла пешка на черно поле h4 · бяла пешка на черно поле a3 · бял кон на черно поле c3 · бяла дама на бяло поле d3 · бяла пешка на черно поле b2 · бяла пешка на бяло поле c2 · бял цар на бяло поле e2 · бял топ на бяло поле d1 · бял кон на черно поле e1 · бял офицер на черно поле g1 · бял топ на бяло поле h1 | черен топ на бяло поле c8 · черен цар на бяло поле g8 · черна пешка на бяло поле f7 · черна пешка на бяло поле a6 · черен топ на бяло поле c6 · черна дама на черно поле f6 · черна пешка на бяло поле g6 · черен офицер на черно поле h6 · черна пешка на бяло поле b5 · черна пешка на черно поле e5 · черна пешка на бяло поле h5 · бяла пешка на бяло поле e4 · черен кон на бяло поле g4 · бяла пешка на черно поле h4 · бяла пешка на черно поле a3 · бял кон на черно поле c3 · бяла дама на бяло поле d3 · бяла пешка на черно поле b2 · бяла пешка на бяло поле c2 · бял цар на бяло поле e2 · бял топ на бяло поле d1 · бял кон на черно поле e1 · бял офицер на черно поле g1 · бял топ на бяло поле h1 | черен топ на бяло поле c8 · черен цар на бяло поле g8 · черна пешка на бяло поле f7 · черна пешка на бяло поле a6 · черен топ на бяло поле c6 · черна дама на черно поле f6 · черна пешка на бяло поле g6 · черен офицер на черно поле h6 · черна пешка на бяло поле b5 · черна пешка на черно поле e5 · черна пешка на бяло поле h5 · бяла пешка на бяло поле e4 · черен кон на бяло поле g4 · бяла пешка на черно поле h4 · бяла пешка на черно поле a3 · бял кон на черно поле c3 · бяла дама на бяло поле d3 · бяла пешка на черно поле b2 · бяла пешка на бяло поле c2 · бял цар на бяло поле e2 · бял топ на бяло поле d1 · бял кон на черно поле e1 · бял офицер на черно поле g1 · бял топ на бяло поле h1 | 6 |
| 5 | черен топ на бяло поле c8 · черен цар на бяло поле g8 · черна пешка на бяло поле f7 · черна пешка на бяло поле a6 · черен топ на бяло поле c6 · черна дама на черно поле f6 · черна пешка на бяло поле g6 · черен офицер на черно поле h6 · черна пешка на бяло поле b5 · черна пешка на черно поле e5 · черна пешка на бяло поле h5 · бяла пешка на бяло поле e4 · черен кон на бяло поле g4 · бяла пешка на черно поле h4 · бяла пешка на черно поле a3 · бял кон на черно поле c3 · бяла дама на бяло поле d3 · бяла пешка на черно поле b2 · бяла пешка на бяло поле c2 · бял цар на бяло поле e2 · бял топ на бяло поле d1 · бял кон на черно поле e1 · бял офицер на черно поле g1 · бял топ на бяло поле h1 | черен топ на бяло поле c8 · черен цар на бяло поле g8 · черна пешка на бяло поле f7 · черна пешка на бяло поле a6 · черен топ на бяло поле c6 · черна дама на черно поле f6 · черна пешка на бяло поле g6 · черен офицер на черно поле h6 · черна пешка на бяло поле b5 · черна пешка на черно поле e5 · черна пешка на бяло поле h5 · бяла пешка на бяло поле e4 · черен кон на бяло поле g4 · бяла пешка на черно поле h4 · бяла пешка на черно поле a3 · бял кон на черно поле c3 · бяла дама на бяло поле d3 · бяла пешка на черно поле b2 · бяла пешка на бяло поле c2 · бял цар на бяло поле e2 · бял топ на бяло поле d1 · бял кон на черно поле e1 · бял офицер на черно поле g1 · бял топ на бяло поле h1 | черен топ на бяло поле c8 · черен цар на бяло поле g8 · черна пешка на бяло поле f7 · черна пешка на бяло поле a6 · черен топ на бяло поле c6 · черна дама на черно поле f6 · черна пешка на бяло поле g6 · черен офицер на черно поле h6 · черна пешка на бяло поле b5 · черна пешка на черно поле e5 · черна пешка на бяло поле h5 · бяла пешка на бяло поле e4 · черен кон на бяло поле g4 · бяла пешка на черно поле h4 · бяла пешка на черно поле a3 · бял кон на черно поле c3 · бяла дама на бяло поле d3 · бяла пешка на черно поле b2 · бяла пешка на бяло поле c2 · бял цар на бяло поле e2 · бял топ на бяло поле d1 · бял кон на черно поле e1 · бял офицер на черно поле g1 · бял топ на бяло поле h1 | черен топ на бяло поле c8 · черен цар на бяло поле g8 · черна пешка на бяло поле f7 · черна пешка на бяло поле a6 · черен топ на бяло поле c6 · черна дама на черно поле f6 · черна пешка на бяло поле g6 · черен офицер на черно поле h6 · черна пешка на бяло поле b5 · черна пешка на черно поле e5 · черна пешка на бяло поле h5 · бяла пешка на бяло поле e4 · черен кон на бяло поле g4 · бяла пешка на черно поле h4 · бяла пешка на черно поле a3 · бял кон на черно поле c3 · бяла дама на бяло поле d3 · бяла пешка на черно поле b2 · бяла пешка на бяло поле c2 · бял цар на бяло поле e2 · бял топ на бяло поле d1 · бял кон на черно поле e1 · бял офицер на черно поле g1 · бял топ на бяло поле h1 | черен топ на бяло поле c8 · черен цар на бяло поле g8 · черна пешка на бяло поле f7 · черна пешка на бяло поле a6 · черен топ на бяло поле c6 · черна дама на черно поле f6 · черна пешка на бяло поле g6 · черен офицер на черно поле h6 · черна пешка на бяло поле b5 · черна пешка на черно поле e5 · черна пешка на бяло поле h5 · бяла пешка на бяло поле e4 · черен кон на бяло поле g4 · бяла пешка на черно поле h4 · бяла пешка на черно поле a3 · бял кон на черно поле c3 · бяла дама на бяло поле d3 · бяла пешка на черно поле b2 · бяла пешка на бяло поле c2 · бял цар на бяло поле e2 · бял топ на бяло поле d1 · бял кон на черно поле e1 · бял офицер на черно поле g1 · бял топ на бяло поле h1 | черен топ на бяло поле c8 · черен цар на бяло поле g8 · черна пешка на бяло поле f7 · черна пешка на бяло поле a6 · черен топ на бяло поле c6 · черна дама на черно поле f6 · черна пешка на бяло поле g6 · черен офицер на черно поле h6 · черна пешка на бяло поле b5 · черна пешка на черно поле e5 · черна пешка на бяло поле h5 · бяла пешка на бяло поле e4 · черен кон на бяло поле g4 · бяла пешка на черно поле h4 · бяла пешка на черно поле a3 · бял кон на черно поле c3 · бяла дама на бяло поле d3 · бяла пешка на черно поле b2 · бяла пешка на бяло поле c2 · бял цар на бяло поле e2 · бял топ на бяло поле d1 · бял кон на черно поле e1 · бял офицер на черно поле g1 · бял топ на бяло поле h1 | черен топ на бяло поле c8 · черен цар на бяло поле g8 · черна пешка на бяло поле f7 · черна пешка на бяло поле a6 · черен топ на бяло поле c6 · черна дама на черно поле f6 · черна пешка на бяло поле g6 · черен офицер на черно поле h6 · черна пешка на бяло поле b5 · черна пешка на черно поле e5 · черна пешка на бяло поле h5 · бяла пешка на бяло поле e4 · черен кон на бяло поле g4 · бяла пешка на черно поле h4 · бяла пешка на черно поле a3 · бял кон на черно поле c3 · бяла дама на бяло поле d3 · бяла пешка на черно поле b2 · бяла пешка на бяло поле c2 · бял цар на бяло поле e2 · бял топ на бяло поле d1 · бял кон на черно поле e1 · бял офицер на черно поле g1 · бял топ на бяло поле h1 | черен топ на бяло поле c8 · черен цар на бяло поле g8 · черна пешка на бяло поле f7 · черна пешка на бяло поле a6 · черен топ на бяло поле c6 · черна дама на черно поле f6 · черна пешка на бяло поле g6 · черен офицер на черно поле h6 · черна пешка на бяло поле b5 · черна пешка на черно поле e5 · черна пешка на бяло поле h5 · бяла пешка на бяло поле e4 · черен кон на бяло поле g4 · бяла пешка на черно поле h4 · бяла пешка на черно поле a3 · бял кон на черно поле c3 · бяла дама на бяло поле d3 · бяла пешка на черно поле b2 · бяла пешка на бяло поле c2 · бял цар на бяло поле e2 · бял топ на бяло поле d1 · бял кон на черно поле e1 · бял офицер на черно поле g1 · бял топ на бяло поле h1 | 5 |
| 4 | черен топ на бяло поле c8 · черен цар на бяло поле g8 · черна пешка на бяло поле f7 · черна пешка на бяло поле a6 · черен топ на бяло поле c6 · черна дама на черно поле f6 · черна пешка на бяло поле g6 · черен офицер на черно поле h6 · черна пешка на бяло поле b5 · черна пешка на черно поле e5 · черна пешка на бяло поле h5 · бяла пешка на бяло поле e4 · черен кон на бяло поле g4 · бяла пешка на черно поле h4 · бяла пешка на черно поле a3 · бял кон на черно поле c3 · бяла дама на бяло поле d3 · бяла пешка на черно поле b2 · бяла пешка на бяло поле c2 · бял цар на бяло поле e2 · бял топ на бяло поле d1 · бял кон на черно поле e1 · бял офицер на черно поле g1 · бял топ на бяло поле h1 | черен топ на бяло поле c8 · черен цар на бяло поле g8 · черна пешка на бяло поле f7 · черна пешка на бяло поле a6 · черен топ на бяло поле c6 · черна дама на черно поле f6 · черна пешка на бяло поле g6 · черен офицер на черно поле h6 · черна пешка на бяло поле b5 · черна пешка на черно поле e5 · черна пешка на бяло поле h5 · бяла пешка на бяло поле e4 · черен кон на бяло поле g4 · бяла пешка на черно поле h4 · бяла пешка на черно поле a3 · бял кон на черно поле c3 · бяла дама на бяло поле d3 · бяла пешка на черно поле b2 · бяла пешка на бяло поле c2 · бял цар на бяло поле e2 · бял топ на бяло поле d1 · бял кон на черно поле e1 · бял офицер на черно поле g1 · бял топ на бяло поле h1 | черен топ на бяло поле c8 · черен цар на бяло поле g8 · черна пешка на бяло поле f7 · черна пешка на бяло поле a6 · черен топ на бяло поле c6 · черна дама на черно поле f6 · черна пешка на бяло поле g6 · черен офицер на черно поле h6 · черна пешка на бяло поле b5 · черна пешка на черно поле e5 · черна пешка на бяло поле h5 · бяла пешка на бяло поле e4 · черен кон на бяло поле g4 · бяла пешка на черно поле h4 · бяла пешка на черно поле a3 · бял кон на черно поле c3 · бяла дама на бяло поле d3 · бяла пешка на черно поле b2 · бяла пешка на бяло поле c2 · бял цар на бяло поле e2 · бял топ на бяло поле d1 · бял кон на черно поле e1 · бял офицер на черно поле g1 · бял топ на бяло поле h1 | черен топ на бяло поле c8 · черен цар на бяло поле g8 · черна пешка на бяло поле f7 · черна пешка на бяло поле a6 · черен топ на бяло поле c6 · черна дама на черно поле f6 · черна пешка на бяло поле g6 · черен офицер на черно поле h6 · черна пешка на бяло поле b5 · черна пешка на черно поле e5 · черна пешка на бяло поле h5 · бяла пешка на бяло поле e4 · черен кон на бяло поле g4 · бяла пешка на черно поле h4 · бяла пешка на черно поле a3 · бял кон на черно поле c3 · бяла дама на бяло поле d3 · бяла пешка на черно поле b2 · бяла пешка на бяло поле c2 · бял цар на бяло поле e2 · бял топ на бяло поле d1 · бял кон на черно поле e1 · бял офицер на черно поле g1 · бял топ на бяло поле h1 | черен топ на бяло поле c8 · черен цар на бяло поле g8 · черна пешка на бяло поле f7 · черна пешка на бяло поле a6 · черен топ на бяло поле c6 · черна дама на черно поле f6 · черна пешка на бяло поле g6 · черен офицер на черно поле h6 · черна пешка на бяло поле b5 · черна пешка на черно поле e5 · черна пешка на бяло поле h5 · бяла пешка на бяло поле e4 · черен кон на бяло поле g4 · бяла пешка на черно поле h4 · бяла пешка на черно поле a3 · бял кон на черно поле c3 · бяла дама на бяло поле d3 · бяла пешка на черно поле b2 · бяла пешка на бяло поле c2 · бял цар на бяло поле e2 · бял топ на бяло поле d1 · бял кон на черно поле e1 · бял офицер на черно поле g1 · бял топ на бяло поле h1 | черен топ на бяло поле c8 · черен цар на бяло поле g8 · черна пешка на бяло поле f7 · черна пешка на бяло поле a6 · черен топ на бяло поле c6 · черна дама на черно поле f6 · черна пешка на бяло поле g6 · черен офицер на черно поле h6 · черна пешка на бяло поле b5 · черна пешка на черно поле e5 · черна пешка на бяло поле h5 · бяла пешка на бяло поле e4 · черен кон на бяло поле g4 · бяла пешка на черно поле h4 · бяла пешка на черно поле a3 · бял кон на черно поле c3 · бяла дама на бяло поле d3 · бяла пешка на черно поле b2 · бяла пешка на бяло поле c2 · бял цар на бяло поле e2 · бял топ на бяло поле d1 · бял кон на черно поле e1 · бял офицер на черно поле g1 · бял топ на бяло поле h1 | черен топ на бяло поле c8 · черен цар на бяло поле g8 · черна пешка на бяло поле f7 · черна пешка на бяло поле a6 · черен топ на бяло поле c6 · черна дама на черно поле f6 · черна пешка на бяло поле g6 · черен офицер на черно поле h6 · черна пешка на бяло поле b5 · черна пешка на черно поле e5 · черна пешка на бяло поле h5 · бяла пешка на бяло поле e4 · черен кон на бяло поле g4 · бяла пешка на черно поле h4 · бяла пешка на черно поле a3 · бял кон на черно поле c3 · бяла дама на бяло поле d3 · бяла пешка на черно поле b2 · бяла пешка на бяло поле c2 · бял цар на бяло поле e2 · бял топ на бяло поле d1 · бял кон на черно поле e1 · бял офицер на черно поле g1 · бял топ на бяло поле h1 | черен топ на бяло поле c8 · черен цар на бяло поле g8 · черна пешка на бяло поле f7 · черна пешка на бяло поле a6 · черен топ на бяло поле c6 · черна дама на черно поле f6 · черна пешка на бяло поле g6 · черен офицер на черно поле h6 · черна пешка на бяло поле b5 · черна пешка на черно поле e5 · черна пешка на бяло поле h5 · бяла пешка на бяло поле e4 · черен кон на бяло поле g4 · бяла пешка на черно поле h4 · бяла пешка на черно поле a3 · бял кон на черно поле c3 · бяла дама на бяло поле d3 · бяла пешка на черно поле b2 · бяла пешка на бяло поле c2 · бял цар на бяло поле e2 · бял топ на бяло поле d1 · бял кон на черно поле e1 · бял офицер на черно поле g1 · бял топ на бяло поле h1 | 4 |
| 3 | черен топ на бяло поле c8 · черен цар на бяло поле g8 · черна пешка на бяло поле f7 · черна пешка на бяло поле a6 · черен топ на бяло поле c6 · черна дама на черно поле f6 · черна пешка на бяло поле g6 · черен офицер на черно поле h6 · черна пешка на бяло поле b5 · черна пешка на черно поле e5 · черна пешка на бяло поле h5 · бяла пешка на бяло поле e4 · черен кон на бяло поле g4 · бяла пешка на черно поле h4 · бяла пешка на черно поле a3 · бял кон на черно поле c3 · бяла дама на бяло поле d3 · бяла пешка на черно поле b2 · бяла пешка на бяло поле c2 · бял цар на бяло поле e2 · бял топ на бяло поле d1 · бял кон на черно поле e1 · бял офицер на черно поле g1 · бял топ на бяло поле h1 | черен топ на бяло поле c8 · черен цар на бяло поле g8 · черна пешка на бяло поле f7 · черна пешка на бяло поле a6 · черен топ на бяло поле c6 · черна дама на черно поле f6 · черна пешка на бяло поле g6 · черен офицер на черно поле h6 · черна пешка на бяло поле b5 · черна пешка на черно поле e5 · черна пешка на бяло поле h5 · бяла пешка на бяло поле e4 · черен кон на бяло поле g4 · бяла пешка на черно поле h4 · бяла пешка на черно поле a3 · бял кон на черно поле c3 · бяла дама на бяло поле d3 · бяла пешка на черно поле b2 · бяла пешка на бяло поле c2 · бял цар на бяло поле e2 · бял топ на бяло поле d1 · бял кон на черно поле e1 · бял офицер на черно поле g1 · бял топ на бяло поле h1 | черен топ на бяло поле c8 · черен цар на бяло поле g8 · черна пешка на бяло поле f7 · черна пешка на бяло поле a6 · черен топ на бяло поле c6 · черна дама на черно поле f6 · черна пешка на бяло поле g6 · черен офицер на черно поле h6 · черна пешка на бяло поле b5 · черна пешка на черно поле e5 · черна пешка на бяло поле h5 · бяла пешка на бяло поле e4 · черен кон на бяло поле g4 · бяла пешка на черно поле h4 · бяла пешка на черно поле a3 · бял кон на черно поле c3 · бяла дама на бяло поле d3 · бяла пешка на черно поле b2 · бяла пешка на бяло поле c2 · бял цар на бяло поле e2 · бял топ на бяло поле d1 · бял кон на черно поле e1 · бял офицер на черно поле g1 · бял топ на бяло поле h1 | черен топ на бяло поле c8 · черен цар на бяло поле g8 · черна пешка на бяло поле f7 · черна пешка на бяло поле a6 · черен топ на бяло поле c6 · черна дама на черно поле f6 · черна пешка на бяло поле g6 · черен офицер на черно поле h6 · черна пешка на бяло поле b5 · черна пешка на черно поле e5 · черна пешка на бяло поле h5 · бяла пешка на бяло поле e4 · черен кон на бяло поле g4 · бяла пешка на черно поле h4 · бяла пешка на черно поле a3 · бял кон на черно поле c3 · бяла дама на бяло поле d3 · бяла пешка на черно поле b2 · бяла пешка на бяло поле c2 · бял цар на бяло поле e2 · бял топ на бяло поле d1 · бял кон на черно поле e1 · бял офицер на черно поле g1 · бял топ на бяло поле h1 | черен топ на бяло поле c8 · черен цар на бяло поле g8 · черна пешка на бяло поле f7 · черна пешка на бяло поле a6 · черен топ на бяло поле c6 · черна дама на черно поле f6 · черна пешка на бяло поле g6 · черен офицер на черно поле h6 · черна пешка на бяло поле b5 · черна пешка на черно поле e5 · черна пешка на бяло поле h5 · бяла пешка на бяло поле e4 · черен кон на бяло поле g4 · бяла пешка на черно поле h4 · бяла пешка на черно поле a3 · бял кон на черно поле c3 · бяла дама на бяло поле d3 · бяла пешка на черно поле b2 · бяла пешка на бяло поле c2 · бял цар на бяло поле e2 · бял топ на бяло поле d1 · бял кон на черно поле e1 · бял офицер на черно поле g1 · бял топ на бяло поле h1 | черен топ на бяло поле c8 · черен цар на бяло поле g8 · черна пешка на бяло поле f7 · черна пешка на бяло поле a6 · черен топ на бяло поле c6 · черна дама на черно поле f6 · черна пешка на бяло поле g6 · черен офицер на черно поле h6 · черна пешка на бяло поле b5 · черна пешка на черно поле e5 · черна пешка на бяло поле h5 · бяла пешка на бяло поле e4 · черен кон на бяло поле g4 · бяла пешка на черно поле h4 · бяла пешка на черно поле a3 · бял кон на черно поле c3 · бяла дама на бяло поле d3 · бяла пешка на черно поле b2 · бяла пешка на бяло поле c2 · бял цар на бяло поле e2 · бял топ на бяло поле d1 · бял кон на черно поле e1 · бял офицер на черно поле g1 · бял топ на бяло поле h1 | черен топ на бяло поле c8 · черен цар на бяло поле g8 · черна пешка на бяло поле f7 · черна пешка на бяло поле a6 · черен топ на бяло поле c6 · черна дама на черно поле f6 · черна пешка на бяло поле g6 · черен офицер на черно поле h6 · черна пешка на бяло поле b5 · черна пешка на черно поле e5 · черна пешка на бяло поле h5 · бяла пешка на бяло поле e4 · черен кон на бяло поле g4 · бяла пешка на черно поле h4 · бяла пешка на черно поле a3 · бял кон на черно поле c3 · бяла дама на бяло поле d3 · бяла пешка на черно поле b2 · бяла пешка на бяло поле c2 · бял цар на бяло поле e2 · бял топ на бяло поле d1 · бял кон на черно поле e1 · бял офицер на черно поле g1 · бял топ на бяло поле h1 | черен топ на бяло поле c8 · черен цар на бяло поле g8 · черна пешка на бяло поле f7 · черна пешка на бяло поле a6 · черен топ на бяло поле c6 · черна дама на черно поле f6 · черна пешка на бяло поле g6 · черен офицер на черно поле h6 · черна пешка на бяло поле b5 · черна пешка на черно поле e5 · черна пешка на бяло поле h5 · бяла пешка на бяло поле e4 · черен кон на бяло поле g4 · бяла пешка на черно поле h4 · бяла пешка на черно поле a3 · бял кон на черно поле c3 · бяла дама на бяло поле d3 · бяла пешка на черно поле b2 · бяла пешка на бяло поле c2 · бял цар на бяло поле e2 · бял топ на бяло поле d1 · бял кон на черно поле e1 · бял офицер на черно поле g1 · бял топ на бяло поле h1 | 3 |
| 2 | черен топ на бяло поле c8 · черен цар на бяло поле g8 · черна пешка на бяло поле f7 · черна пешка на бяло поле a6 · черен топ на бяло поле c6 · черна дама на черно поле f6 · черна пешка на бяло поле g6 · черен офицер на черно поле h6 · черна пешка на бяло поле b5 · черна пешка на черно поле e5 · черна пешка на бяло поле h5 · бяла пешка на бяло поле e4 · черен кон на бяло поле g4 · бяла пешка на черно поле h4 · бяла пешка на черно поле a3 · бял кон на черно поле c3 · бяла дама на бяло поле d3 · бяла пешка на черно поле b2 · бяла пешка на бяло поле c2 · бял цар на бяло поле e2 · бял топ на бяло поле d1 · бял кон на черно поле e1 · бял офицер на черно поле g1 · бял топ на бяло поле h1 | черен топ на бяло поле c8 · черен цар на бяло поле g8 · черна пешка на бяло поле f7 · черна пешка на бяло поле a6 · черен топ на бяло поле c6 · черна дама на черно поле f6 · черна пешка на бяло поле g6 · черен офицер на черно поле h6 · черна пешка на бяло поле b5 · черна пешка на черно поле e5 · черна пешка на бяло поле h5 · бяла пешка на бяло поле e4 · черен кон на бяло поле g4 · бяла пешка на черно поле h4 · бяла пешка на черно поле a3 · бял кон на черно поле c3 · бяла дама на бяло поле d3 · бяла пешка на черно поле b2 · бяла пешка на бяло поле c2 · бял цар на бяло поле e2 · бял топ на бяло поле d1 · бял кон на черно поле e1 · бял офицер на черно поле g1 · бял топ на бяло поле h1 | черен топ на бяло поле c8 · черен цар на бяло поле g8 · черна пешка на бяло поле f7 · черна пешка на бяло поле a6 · черен топ на бяло поле c6 · черна дама на черно поле f6 · черна пешка на бяло поле g6 · черен офицер на черно поле h6 · черна пешка на бяло поле b5 · черна пешка на черно поле e5 · черна пешка на бяло поле h5 · бяла пешка на бяло поле e4 · черен кон на бяло поле g4 · бяла пешка на черно поле h4 · бяла пешка на черно поле a3 · бял кон на черно поле c3 · бяла дама на бяло поле d3 · бяла пешка на черно поле b2 · бяла пешка на бяло поле c2 · бял цар на бяло поле e2 · бял топ на бяло поле d1 · бял кон на черно поле e1 · бял офицер на черно поле g1 · бял топ на бяло поле h1 | черен топ на бяло поле c8 · черен цар на бяло поле g8 · черна пешка на бяло поле f7 · черна пешка на бяло поле a6 · черен топ на бяло поле c6 · черна дама на черно поле f6 · черна пешка на бяло поле g6 · черен офицер на черно поле h6 · черна пешка на бяло поле b5 · черна пешка на черно поле e5 · черна пешка на бяло поле h5 · бяла пешка на бяло поле e4 · черен кон на бяло поле g4 · бяла пешка на черно поле h4 · бяла пешка на черно поле a3 · бял кон на черно поле c3 · бяла дама на бяло поле d3 · бяла пешка на черно поле b2 · бяла пешка на бяло поле c2 · бял цар на бяло поле e2 · бял топ на бяло поле d1 · бял кон на черно поле e1 · бял офицер на черно поле g1 · бял топ на бяло поле h1 | черен топ на бяло поле c8 · черен цар на бяло поле g8 · черна пешка на бяло поле f7 · черна пешка на бяло поле a6 · черен топ на бяло поле c6 · черна дама на черно поле f6 · черна пешка на бяло поле g6 · черен офицер на черно поле h6 · черна пешка на бяло поле b5 · черна пешка на черно поле e5 · черна пешка на бяло поле h5 · бяла пешка на бяло поле e4 · черен кон на бяло поле g4 · бяла пешка на черно поле h4 · бяла пешка на черно поле a3 · бял кон на черно поле c3 · бяла дама на бяло поле d3 · бяла пешка на черно поле b2 · бяла пешка на бяло поле c2 · бял цар на бяло поле e2 · бял топ на бяло поле d1 · бял кон на черно поле e1 · бял офицер на черно поле g1 · бял топ на бяло поле h1 | черен топ на бяло поле c8 · черен цар на бяло поле g8 · черна пешка на бяло поле f7 · черна пешка на бяло поле a6 · черен топ на бяло поле c6 · черна дама на черно поле f6 · черна пешка на бяло поле g6 · черен офицер на черно поле h6 · черна пешка на бяло поле b5 · черна пешка на черно поле e5 · черна пешка на бяло поле h5 · бяла пешка на бяло поле e4 · черен кон на бяло поле g4 · бяла пешка на черно поле h4 · бяла пешка на черно поле a3 · бял кон на черно поле c3 · бяла дама на бяло поле d3 · бяла пешка на черно поле b2 · бяла пешка на бяло поле c2 · бял цар на бяло поле e2 · бял топ на бяло поле d1 · бял кон на черно поле e1 · бял офицер на черно поле g1 · бял топ на бяло поле h1 | черен топ на бяло поле c8 · черен цар на бяло поле g8 · черна пешка на бяло поле f7 · черна пешка на бяло поле a6 · черен топ на бяло поле c6 · черна дама на черно поле f6 · черна пешка на бяло поле g6 · черен офицер на черно поле h6 · черна пешка на бяло поле b5 · черна пешка на черно поле e5 · черна пешка на бяло поле h5 · бяла пешка на бяло поле e4 · черен кон на бяло поле g4 · бяла пешка на черно поле h4 · бяла пешка на черно поле a3 · бял кон на черно поле c3 · бяла дама на бяло поле d3 · бяла пешка на черно поле b2 · бяла пешка на бяло поле c2 · бял цар на бяло поле e2 · бял топ на бяло поле d1 · бял кон на черно поле e1 · бял офицер на черно поле g1 · бял топ на бяло поле h1 | черен топ на бяло поле c8 · черен цар на бяло поле g8 · черна пешка на бяло поле f7 · черна пешка на бяло поле a6 · черен топ на бяло поле c6 · черна дама на черно поле f6 · черна пешка на бяло поле g6 · черен офицер на черно поле h6 · черна пешка на бяло поле b5 · черна пешка на черно поле e5 · черна пешка на бяло поле h5 · бяла пешка на бяло поле e4 · черен кон на бяло поле g4 · бяла пешка на черно поле h4 · бяла пешка на черно поле a3 · бял кон на черно поле c3 · бяла дама на бяло поле d3 · бяла пешка на черно поле b2 · бяла пешка на бяло поле c2 · бял цар на бяло поле e2 · бял топ на бяло поле d1 · бял кон на черно поле e1 · бял офицер на черно поле g1 · бял топ на бяло поле h1 | 2 |
| 1 | черен топ на бяло поле c8 · черен цар на бяло поле g8 · черна пешка на бяло поле f7 · черна пешка на бяло поле a6 · черен топ на бяло поле c6 · черна дама на черно поле f6 · черна пешка на бяло поле g6 · черен офицер на черно поле h6 · черна пешка на бяло поле b5 · черна пешка на черно поле e5 · черна пешка на бяло поле h5 · бяла пешка на бяло поле e4 · черен кон на бяло поле g4 · бяла пешка на черно поле h4 · бяла пешка на черно поле a3 · бял кон на черно поле c3 · бяла дама на бяло поле d3 · бяла пешка на черно поле b2 · бяла пешка на бяло поле c2 · бял цар на бяло поле e2 · бял топ на бяло поле d1 · бял кон на черно поле e1 · бял офицер на черно поле g1 · бял топ на бяло поле h1 | черен топ на бяло поле c8 · черен цар на бяло поле g8 · черна пешка на бяло поле f7 · черна пешка на бяло поле a6 · черен топ на бяло поле c6 · черна дама на черно поле f6 · черна пешка на бяло поле g6 · черен офицер на черно поле h6 · черна пешка на бяло поле b5 · черна пешка на черно поле e5 · черна пешка на бяло поле h5 · бяла пешка на бяло поле e4 · черен кон на бяло поле g4 · бяла пешка на черно поле h4 · бяла пешка на черно поле a3 · бял кон на черно поле c3 · бяла дама на бяло поле d3 · бяла пешка на черно поле b2 · бяла пешка на бяло поле c2 · бял цар на бяло поле e2 · бял топ на бяло поле d1 · бял кон на черно поле e1 · бял офицер на черно поле g1 · бял топ на бяло поле h1 | черен топ на бяло поле c8 · черен цар на бяло поле g8 · черна пешка на бяло поле f7 · черна пешка на бяло поле a6 · черен топ на бяло поле c6 · черна дама на черно поле f6 · черна пешка на бяло поле g6 · черен офицер на черно поле h6 · черна пешка на бяло поле b5 · черна пешка на черно поле e5 · черна пешка на бяло поле h5 · бяла пешка на бяло поле e4 · черен кон на бяло поле g4 · бяла пешка на черно поле h4 · бяла пешка на черно поле a3 · бял кон на черно поле c3 · бяла дама на бяло поле d3 · бяла пешка на черно поле b2 · бяла пешка на бяло поле c2 · бял цар на бяло поле e2 · бял топ на бяло поле d1 · бял кон на черно поле e1 · бял офицер на черно поле g1 · бял топ на бяло поле h1 | черен топ на бяло поле c8 · черен цар на бяло поле g8 · черна пешка на бяло поле f7 · черна пешка на бяло поле a6 · черен топ на бяло поле c6 · черна дама на черно поле f6 · черна пешка на бяло поле g6 · черен офицер на черно поле h6 · черна пешка на бяло поле b5 · черна пешка на черно поле e5 · черна пешка на бяло поле h5 · бяла пешка на бяло поле e4 · черен кон на бяло поле g4 · бяла пешка на черно поле h4 · бяла пешка на черно поле a3 · бял кон на черно поле c3 · бяла дама на бяло поле d3 · бяла пешка на черно поле b2 · бяла пешка на бяло поле c2 · бял цар на бяло поле e2 · бял топ на бяло поле d1 · бял кон на черно поле e1 · бял офицер на черно поле g1 · бял топ на бяло поле h1 | черен топ на бяло поле c8 · черен цар на бяло поле g8 · черна пешка на бяло поле f7 · черна пешка на бяло поле a6 · черен топ на бяло поле c6 · черна дама на черно поле f6 · черна пешка на бяло поле g6 · черен офицер на черно поле h6 · черна пешка на бяло поле b5 · черна пешка на черно поле e5 · черна пешка на бяло поле h5 · бяла пешка на бяло поле e4 · черен кон на бяло поле g4 · бяла пешка на черно поле h4 · бяла пешка на черно поле a3 · бял кон на черно поле c3 · бяла дама на бяло поле d3 · бяла пешка на черно поле b2 · бяла пешка на бяло поле c2 · бял цар на бяло поле e2 · бял топ на бяло поле d1 · бял кон на черно поле e1 · бял офицер на черно поле g1 · бял топ на бяло поле h1 | черен топ на бяло поле c8 · черен цар на бяло поле g8 · черна пешка на бяло поле f7 · черна пешка на бяло поле a6 · черен топ на бяло поле c6 · черна дама на черно поле f6 · черна пешка на бяло поле g6 · черен офицер на черно поле h6 · черна пешка на бяло поле b5 · черна пешка на черно поле e5 · черна пешка на бяло поле h5 · бяла пешка на бяло поле e4 · черен кон на бяло поле g4 · бяла пешка на черно поле h4 · бяла пешка на черно поле a3 · бял кон на черно поле c3 · бяла дама на бяло поле d3 · бяла пешка на черно поле b2 · бяла пешка на бяло поле c2 · бял цар на бяло поле e2 · бял топ на бяло поле d1 · бял кон на черно поле e1 · бял офицер на черно поле g1 · бял топ на бяло поле h1 | черен топ на бяло поле c8 · черен цар на бяло поле g8 · черна пешка на бяло поле f7 · черна пешка на бяло поле a6 · черен топ на бяло поле c6 · черна дама на черно поле f6 · черна пешка на бяло поле g6 · черен офицер на черно поле h6 · черна пешка на бяло поле b5 · черна пешка на черно поле e5 · черна пешка на бяло поле h5 · бяла пешка на бяло поле e4 · черен кон на бяло поле g4 · бяла пешка на черно поле h4 · бяла пешка на черно поле a3 · бял кон на черно поле c3 · бяла дама на бяло поле d3 · бяла пешка на черно поле b2 · бяла пешка на бяло поле c2 · бял цар на бяло поле e2 · бял топ на бяло поле d1 · бял кон на черно поле e1 · бял офицер на черно поле g1 · бял топ на бяло поле h1 | черен топ на бяло поле c8 · черен цар на бяло поле g8 · черна пешка на бяло поле f7 · черна пешка на бяло поле a6 · черен топ на бяло поле c6 · черна дама на черно поле f6 · черна пешка на бяло поле g6 · черен офицер на черно поле h6 · черна пешка на бяло поле b5 · черна пешка на черно поле e5 · черна пешка на бяло поле h5 · бяла пешка на бяло поле e4 · черен кон на бяло поле g4 · бяла пешка на черно поле h4 · бяла пешка на черно поле a3 · бял кон на черно поле c3 · бяла дама на бяло поле d3 · бяла пешка на черно поле b2 · бяла пешка на бяло поле c2 · бял цар на бяло поле e2 · бял топ на бяло поле d1 · бял кон на черно поле e1 · бял офицер на черно поле g1 · бял топ на бяло поле h1 | 1 |
|   | a | b | c | d | e | f | g | h |   |

|   | a | b | c | d | e | f | g | h |   |
| 8 | бяла дама на бяло поле a8 · черна дама на бяло поле d7 · черен цар на бяло поле h7 · черна пешка на бяло поле a6 · черен офицер на черно поле h6 · черна пешка на бяло поле b5 · черна пешка на бяло поле h5 · черен топ на черно поле h4 · бяла пешка на черно поле a3 · бяла пешка на черно поле c3 · бял кон на бяло поле d3 · черна пешка на бяло поле f3 · бяла пешка на бяло поле c2 · бял цар на бяло поле d1 · бял офицер на черно поле g1 | бяла дама на бяло поле a8 · черна дама на бяло поле d7 · черен цар на бяло поле h7 · черна пешка на бяло поле a6 · черен офицер на черно поле h6 · черна пешка на бяло поле b5 · черна пешка на бяло поле h5 · черен топ на черно поле h4 · бяла пешка на черно поле a3 · бяла пешка на черно поле c3 · бял кон на бяло поле d3 · черна пешка на бяло поле f3 · бяла пешка на бяло поле c2 · бял цар на бяло поле d1 · бял офицер на черно поле g1 | бяла дама на бяло поле a8 · черна дама на бяло поле d7 · черен цар на бяло поле h7 · черна пешка на бяло поле a6 · черен офицер на черно поле h6 · черна пешка на бяло поле b5 · черна пешка на бяло поле h5 · черен топ на черно поле h4 · бяла пешка на черно поле a3 · бяла пешка на черно поле c3 · бял кон на бяло поле d3 · черна пешка на бяло поле f3 · бяла пешка на бяло поле c2 · бял цар на бяло поле d1 · бял офицер на черно поле g1 | бяла дама на бяло поле a8 · черна дама на бяло поле d7 · черен цар на бяло поле h7 · черна пешка на бяло поле a6 · черен офицер на черно поле h6 · черна пешка на бяло поле b5 · черна пешка на бяло поле h5 · черен топ на черно поле h4 · бяла пешка на черно поле a3 · бяла пешка на черно поле c3 · бял кон на бяло поле d3 · черна пешка на бяло поле f3 · бяла пешка на бяло поле c2 · бял цар на бяло поле d1 · бял офицер на черно поле g1 | бяла дама на бяло поле a8 · черна дама на бяло поле d7 · черен цар на бяло поле h7 · черна пешка на бяло поле a6 · черен офицер на черно поле h6 · черна пешка на бяло поле b5 · черна пешка на бяло поле h5 · черен топ на черно поле h4 · бяла пешка на черно поле a3 · бяла пешка на черно поле c3 · бял кон на бяло поле d3 · черна пешка на бяло поле f3 · бяла пешка на бяло поле c2 · бял цар на бяло поле d1 · бял офицер на черно поле g1 | бяла дама на бяло поле a8 · черна дама на бяло поле d7 · черен цар на бяло поле h7 · черна пешка на бяло поле a6 · черен офицер на черно поле h6 · черна пешка на бяло поле b5 · черна пешка на бяло поле h5 · черен топ на черно поле h4 · бяла пешка на черно поле a3 · бяла пешка на черно поле c3 · бял кон на бяло поле d3 · черна пешка на бяло поле f3 · бяла пешка на бяло поле c2 · бял цар на бяло поле d1 · бял офицер на черно поле g1 | бяла дама на бяло поле a8 · черна дама на бяло поле d7 · черен цар на бяло поле h7 · черна пешка на бяло поле a6 · черен офицер на черно поле h6 · черна пешка на бяло поле b5 · черна пешка на бяло поле h5 · черен топ на черно поле h4 · бяла пешка на черно поле a3 · бяла пешка на черно поле c3 · бял кон на бяло поле d3 · черна пешка на бяло поле f3 · бяла пешка на бяло поле c2 · бял цар на бяло поле d1 · бял офицер на черно поле g1 | бяла дама на бяло поле a8 · черна дама на бяло поле d7 · черен цар на бяло поле h7 · черна пешка на бяло поле a6 · черен офицер на черно поле h6 · черна пешка на бяло поле b5 · черна пешка на бяло поле h5 · черен топ на черно поле h4 · бяла пешка на черно поле a3 · бяла пешка на черно поле c3 · бял кон на бяло поле d3 · черна пешка на бяло поле f3 · бяла пешка на бяло поле c2 · бял цар на бяло поле d1 · бял офицер на черно поле g1 | 8 |
| 7 | бяла дама на бяло поле a8 · черна дама на бяло поле d7 · черен цар на бяло поле h7 · черна пешка на бяло поле a6 · черен офицер на черно поле h6 · черна пешка на бяло поле b5 · черна пешка на бяло поле h5 · черен топ на черно поле h4 · бяла пешка на черно поле a3 · бяла пешка на черно поле c3 · бял кон на бяло поле d3 · черна пешка на бяло поле f3 · бяла пешка на бяло поле c2 · бял цар на бяло поле d1 · бял офицер на черно поле g1 | бяла дама на бяло поле a8 · черна дама на бяло поле d7 · черен цар на бяло поле h7 · черна пешка на бяло поле a6 · черен офицер на черно поле h6 · черна пешка на бяло поле b5 · черна пешка на бяло поле h5 · черен топ на черно поле h4 · бяла пешка на черно поле a3 · бяла пешка на черно поле c3 · бял кон на бяло поле d3 · черна пешка на бяло поле f3 · бяла пешка на бяло поле c2 · бял цар на бяло поле d1 · бял офицер на черно поле g1 | бяла дама на бяло поле a8 · черна дама на бяло поле d7 · черен цар на бяло поле h7 · черна пешка на бяло поле a6 · черен офицер на черно поле h6 · черна пешка на бяло поле b5 · черна пешка на бяло поле h5 · черен топ на черно поле h4 · бяла пешка на черно поле a3 · бяла пешка на черно поле c3 · бял кон на бяло поле d3 · черна пешка на бяло поле f3 · бяла пешка на бяло поле c2 · бял цар на бяло поле d1 · бял офицер на черно поле g1 | бяла дама на бяло поле a8 · черна дама на бяло поле d7 · черен цар на бяло поле h7 · черна пешка на бяло поле a6 · черен офицер на черно поле h6 · черна пешка на бяло поле b5 · черна пешка на бяло поле h5 · черен топ на черно поле h4 · бяла пешка на черно поле a3 · бяла пешка на черно поле c3 · бял кон на бяло поле d3 · черна пешка на бяло поле f3 · бяла пешка на бяло поле c2 · бял цар на бяло поле d1 · бял офицер на черно поле g1 | бяла дама на бяло поле a8 · черна дама на бяло поле d7 · черен цар на бяло поле h7 · черна пешка на бяло поле a6 · черен офицер на черно поле h6 · черна пешка на бяло поле b5 · черна пешка на бяло поле h5 · черен топ на черно поле h4 · бяла пешка на черно поле a3 · бяла пешка на черно поле c3 · бял кон на бяло поле d3 · черна пешка на бяло поле f3 · бяла пешка на бяло поле c2 · бял цар на бяло поле d1 · бял офицер на черно поле g1 | бяла дама на бяло поле a8 · черна дама на бяло поле d7 · черен цар на бяло поле h7 · черна пешка на бяло поле a6 · черен офицер на черно поле h6 · черна пешка на бяло поле b5 · черна пешка на бяло поле h5 · черен топ на черно поле h4 · бяла пешка на черно поле a3 · бяла пешка на черно поле c3 · бял кон на бяло поле d3 · черна пешка на бяло поле f3 · бяла пешка на бяло поле c2 · бял цар на бяло поле d1 · бял офицер на черно поле g1 | бяла дама на бяло поле a8 · черна дама на бяло поле d7 · черен цар на бяло поле h7 · черна пешка на бяло поле a6 · черен офицер на черно поле h6 · черна пешка на бяло поле b5 · черна пешка на бяло поле h5 · черен топ на черно поле h4 · бяла пешка на черно поле a3 · бяла пешка на черно поле c3 · бял кон на бяло поле d3 · черна пешка на бяло поле f3 · бяла пешка на бяло поле c2 · бял цар на бяло поле d1 · бял офицер на черно поле g1 | бяла дама на бяло поле a8 · черна дама на бяло поле d7 · черен цар на бяло поле h7 · черна пешка на бяло поле a6 · черен офицер на черно поле h6 · черна пешка на бяло поле b5 · черна пешка на бяло поле h5 · черен топ на черно поле h4 · бяла пешка на черно поле a3 · бяла пешка на черно поле c3 · бял кон на бяло поле d3 · черна пешка на бяло поле f3 · бяла пешка на бяло поле c2 · бял цар на бяло поле d1 · бял офицер на черно поле g1 | 7 |
| 6 | бяла дама на бяло поле a8 · черна дама на бяло поле d7 · черен цар на бяло поле h7 · черна пешка на бяло поле a6 · черен офицер на черно поле h6 · черна пешка на бяло поле b5 · черна пешка на бяло поле h5 · черен топ на черно поле h4 · бяла пешка на черно поле a3 · бяла пешка на черно поле c3 · бял кон на бяло поле d3 · черна пешка на бяло поле f3 · бяла пешка на бяло поле c2 · бял цар на бяло поле d1 · бял офицер на черно поле g1 | бяла дама на бяло поле a8 · черна дама на бяло поле d7 · черен цар на бяло поле h7 · черна пешка на бяло поле a6 · черен офицер на черно поле h6 · черна пешка на бяло поле b5 · черна пешка на бяло поле h5 · черен топ на черно поле h4 · бяла пешка на черно поле a3 · бяла пешка на черно поле c3 · бял кон на бяло поле d3 · черна пешка на бяло поле f3 · бяла пешка на бяло поле c2 · бял цар на бяло поле d1 · бял офицер на черно поле g1 | бяла дама на бяло поле a8 · черна дама на бяло поле d7 · черен цар на бяло поле h7 · черна пешка на бяло поле a6 · черен офицер на черно поле h6 · черна пешка на бяло поле b5 · черна пешка на бяло поле h5 · черен топ на черно поле h4 · бяла пешка на черно поле a3 · бяла пешка на черно поле c3 · бял кон на бяло поле d3 · черна пешка на бяло поле f3 · бяла пешка на бяло поле c2 · бял цар на бяло поле d1 · бял офицер на черно поле g1 | бяла дама на бяло поле a8 · черна дама на бяло поле d7 · черен цар на бяло поле h7 · черна пешка на бяло поле a6 · черен офицер на черно поле h6 · черна пешка на бяло поле b5 · черна пешка на бяло поле h5 · черен топ на черно поле h4 · бяла пешка на черно поле a3 · бяла пешка на черно поле c3 · бял кон на бяло поле d3 · черна пешка на бяло поле f3 · бяла пешка на бяло поле c2 · бял цар на бяло поле d1 · бял офицер на черно поле g1 | бяла дама на бяло поле a8 · черна дама на бяло поле d7 · черен цар на бяло поле h7 · черна пешка на бяло поле a6 · черен офицер на черно поле h6 · черна пешка на бяло поле b5 · черна пешка на бяло поле h5 · черен топ на черно поле h4 · бяла пешка на черно поле a3 · бяла пешка на черно поле c3 · бял кон на бяло поле d3 · черна пешка на бяло поле f3 · бяла пешка на бяло поле c2 · бял цар на бяло поле d1 · бял офицер на черно поле g1 | бяла дама на бяло поле a8 · черна дама на бяло поле d7 · черен цар на бяло поле h7 · черна пешка на бяло поле a6 · черен офицер на черно поле h6 · черна пешка на бяло поле b5 · черна пешка на бяло поле h5 · черен топ на черно поле h4 · бяла пешка на черно поле a3 · бяла пешка на черно поле c3 · бял кон на бяло поле d3 · черна пешка на бяло поле f3 · бяла пешка на бяло поле c2 · бял цар на бяло поле d1 · бял офицер на черно поле g1 | бяла дама на бяло поле a8 · черна дама на бяло поле d7 · черен цар на бяло поле h7 · черна пешка на бяло поле a6 · черен офицер на черно поле h6 · черна пешка на бяло поле b5 · черна пешка на бяло поле h5 · черен топ на черно поле h4 · бяла пешка на черно поле a3 · бяла пешка на черно поле c3 · бял кон на бяло поле d3 · черна пешка на бяло поле f3 · бяла пешка на бяло поле c2 · бял цар на бяло поле d1 · бял офицер на черно поле g1 | бяла дама на бяло поле a8 · черна дама на бяло поле d7 · черен цар на бяло поле h7 · черна пешка на бяло поле a6 · черен офицер на черно поле h6 · черна пешка на бяло поле b5 · черна пешка на бяло поле h5 · черен топ на черно поле h4 · бяла пешка на черно поле a3 · бяла пешка на черно поле c3 · бял кон на бяло поле d3 · черна пешка на бяло поле f3 · бяла пешка на бяло поле c2 · бял цар на бяло поле d1 · бял офицер на черно поле g1 | 6 |
| 5 | бяла дама на бяло поле a8 · черна дама на бяло поле d7 · черен цар на бяло поле h7 · черна пешка на бяло поле a6 · черен офицер на черно поле h6 · черна пешка на бяло поле b5 · черна пешка на бяло поле h5 · черен топ на черно поле h4 · бяла пешка на черно поле a3 · бяла пешка на черно поле c3 · бял кон на бяло поле d3 · черна пешка на бяло поле f3 · бяла пешка на бяло поле c2 · бял цар на бяло поле d1 · бял офицер на черно поле g1 | бяла дама на бяло поле a8 · черна дама на бяло поле d7 · черен цар на бяло поле h7 · черна пешка на бяло поле a6 · черен офицер на черно поле h6 · черна пешка на бяло поле b5 · черна пешка на бяло поле h5 · черен топ на черно поле h4 · бяла пешка на черно поле a3 · бяла пешка на черно поле c3 · бял кон на бяло поле d3 · черна пешка на бяло поле f3 · бяла пешка на бяло поле c2 · бял цар на бяло поле d1 · бял офицер на черно поле g1 | бяла дама на бяло поле a8 · черна дама на бяло поле d7 · черен цар на бяло поле h7 · черна пешка на бяло поле a6 · черен офицер на черно поле h6 · черна пешка на бяло поле b5 · черна пешка на бяло поле h5 · черен топ на черно поле h4 · бяла пешка на черно поле a3 · бяла пешка на черно поле c3 · бял кон на бяло поле d3 · черна пешка на бяло поле f3 · бяла пешка на бяло поле c2 · бял цар на бяло поле d1 · бял офицер на черно поле g1 | бяла дама на бяло поле a8 · черна дама на бяло поле d7 · черен цар на бяло поле h7 · черна пешка на бяло поле a6 · черен офицер на черно поле h6 · черна пешка на бяло поле b5 · черна пешка на бяло поле h5 · черен топ на черно поле h4 · бяла пешка на черно поле a3 · бяла пешка на черно поле c3 · бял кон на бяло поле d3 · черна пешка на бяло поле f3 · бяла пешка на бяло поле c2 · бял цар на бяло поле d1 · бял офицер на черно поле g1 | бяла дама на бяло поле a8 · черна дама на бяло поле d7 · черен цар на бяло поле h7 · черна пешка на бяло поле a6 · черен офицер на черно поле h6 · черна пешка на бяло поле b5 · черна пешка на бяло поле h5 · черен топ на черно поле h4 · бяла пешка на черно поле a3 · бяла пешка на черно поле c3 · бял кон на бяло поле d3 · черна пешка на бяло поле f3 · бяла пешка на бяло поле c2 · бял цар на бяло поле d1 · бял офицер на черно поле g1 | бяла дама на бяло поле a8 · черна дама на бяло поле d7 · черен цар на бяло поле h7 · черна пешка на бяло поле a6 · черен офицер на черно поле h6 · черна пешка на бяло поле b5 · черна пешка на бяло поле h5 · черен топ на черно поле h4 · бяла пешка на черно поле a3 · бяла пешка на черно поле c3 · бял кон на бяло поле d3 · черна пешка на бяло поле f3 · бяла пешка на бяло поле c2 · бял цар на бяло поле d1 · бял офицер на черно поле g1 | бяла дама на бяло поле a8 · черна дама на бяло поле d7 · черен цар на бяло поле h7 · черна пешка на бяло поле a6 · черен офицер на черно поле h6 · черна пешка на бяло поле b5 · черна пешка на бяло поле h5 · черен топ на черно поле h4 · бяла пешка на черно поле a3 · бяла пешка на черно поле c3 · бял кон на бяло поле d3 · черна пешка на бяло поле f3 · бяла пешка на бяло поле c2 · бял цар на бяло поле d1 · бял офицер на черно поле g1 | бяла дама на бяло поле a8 · черна дама на бяло поле d7 · черен цар на бяло поле h7 · черна пешка на бяло поле a6 · черен офицер на черно поле h6 · черна пешка на бяло поле b5 · черна пешка на бяло поле h5 · черен топ на черно поле h4 · бяла пешка на черно поле a3 · бяла пешка на черно поле c3 · бял кон на бяло поле d3 · черна пешка на бяло поле f3 · бяла пешка на бяло поле c2 · бял цар на бяло поле d1 · бял офицер на черно поле g1 | 5 |
| 4 | бяла дама на бяло поле a8 · черна дама на бяло поле d7 · черен цар на бяло поле h7 · черна пешка на бяло поле a6 · черен офицер на черно поле h6 · черна пешка на бяло поле b5 · черна пешка на бяло поле h5 · черен топ на черно поле h4 · бяла пешка на черно поле a3 · бяла пешка на черно поле c3 · бял кон на бяло поле d3 · черна пешка на бяло поле f3 · бяла пешка на бяло поле c2 · бял цар на бяло поле d1 · бял офицер на черно поле g1 | бяла дама на бяло поле a8 · черна дама на бяло поле d7 · черен цар на бяло поле h7 · черна пешка на бяло поле a6 · черен офицер на черно поле h6 · черна пешка на бяло поле b5 · черна пешка на бяло поле h5 · черен топ на черно поле h4 · бяла пешка на черно поле a3 · бяла пешка на черно поле c3 · бял кон на бяло поле d3 · черна пешка на бяло поле f3 · бяла пешка на бяло поле c2 · бял цар на бяло поле d1 · бял офицер на черно поле g1 | бяла дама на бяло поле a8 · черна дама на бяло поле d7 · черен цар на бяло поле h7 · черна пешка на бяло поле a6 · черен офицер на черно поле h6 · черна пешка на бяло поле b5 · черна пешка на бяло поле h5 · черен топ на черно поле h4 · бяла пешка на черно поле a3 · бяла пешка на черно поле c3 · бял кон на бяло поле d3 · черна пешка на бяло поле f3 · бяла пешка на бяло поле c2 · бял цар на бяло поле d1 · бял офицер на черно поле g1 | бяла дама на бяло поле a8 · черна дама на бяло поле d7 · черен цар на бяло поле h7 · черна пешка на бяло поле a6 · черен офицер на черно поле h6 · черна пешка на бяло поле b5 · черна пешка на бяло поле h5 · черен топ на черно поле h4 · бяла пешка на черно поле a3 · бяла пешка на черно поле c3 · бял кон на бяло поле d3 · черна пешка на бяло поле f3 · бяла пешка на бяло поле c2 · бял цар на бяло поле d1 · бял офицер на черно поле g1 | бяла дама на бяло поле a8 · черна дама на бяло поле d7 · черен цар на бяло поле h7 · черна пешка на бяло поле a6 · черен офицер на черно поле h6 · черна пешка на бяло поле b5 · черна пешка на бяло поле h5 · черен топ на черно поле h4 · бяла пешка на черно поле a3 · бяла пешка на черно поле c3 · бял кон на бяло поле d3 · черна пешка на бяло поле f3 · бяла пешка на бяло поле c2 · бял цар на бяло поле d1 · бял офицер на черно поле g1 | бяла дама на бяло поле a8 · черна дама на бяло поле d7 · черен цар на бяло поле h7 · черна пешка на бяло поле a6 · черен офицер на черно поле h6 · черна пешка на бяло поле b5 · черна пешка на бяло поле h5 · черен топ на черно поле h4 · бяла пешка на черно поле a3 · бяла пешка на черно поле c3 · бял кон на бяло поле d3 · черна пешка на бяло поле f3 · бяла пешка на бяло поле c2 · бял цар на бяло поле d1 · бял офицер на черно поле g1 | бяла дама на бяло поле a8 · черна дама на бяло поле d7 · черен цар на бяло поле h7 · черна пешка на бяло поле a6 · черен офицер на черно поле h6 · черна пешка на бяло поле b5 · черна пешка на бяло поле h5 · черен топ на черно поле h4 · бяла пешка на черно поле a3 · бяла пешка на черно поле c3 · бял кон на бяло поле d3 · черна пешка на бяло поле f3 · бяла пешка на бяло поле c2 · бял цар на бяло поле d1 · бял офицер на черно поле g1 | бяла дама на бяло поле a8 · черна дама на бяло поле d7 · черен цар на бяло поле h7 · черна пешка на бяло поле a6 · черен офицер на черно поле h6 · черна пешка на бяло поле b5 · черна пешка на бяло поле h5 · черен топ на черно поле h4 · бяла пешка на черно поле a3 · бяла пешка на черно поле c3 · бял кон на бяло поле d3 · черна пешка на бяло поле f3 · бяла пешка на бяло поле c2 · бял цар на бяло поле d1 · бял офицер на черно поле g1 | 4 |
| 3 | бяла дама на бяло поле a8 · черна дама на бяло поле d7 · черен цар на бяло поле h7 · черна пешка на бяло поле a6 · черен офицер на черно поле h6 · черна пешка на бяло поле b5 · черна пешка на бяло поле h5 · черен топ на черно поле h4 · бяла пешка на черно поле a3 · бяла пешка на черно поле c3 · бял кон на бяло поле d3 · черна пешка на бяло поле f3 · бяла пешка на бяло поле c2 · бял цар на бяло поле d1 · бял офицер на черно поле g1 | бяла дама на бяло поле a8 · черна дама на бяло поле d7 · черен цар на бяло поле h7 · черна пешка на бяло поле a6 · черен офицер на черно поле h6 · черна пешка на бяло поле b5 · черна пешка на бяло поле h5 · черен топ на черно поле h4 · бяла пешка на черно поле a3 · бяла пешка на черно поле c3 · бял кон на бяло поле d3 · черна пешка на бяло поле f3 · бяла пешка на бяло поле c2 · бял цар на бяло поле d1 · бял офицер на черно поле g1 | бяла дама на бяло поле a8 · черна дама на бяло поле d7 · черен цар на бяло поле h7 · черна пешка на бяло поле a6 · черен офицер на черно поле h6 · черна пешка на бяло поле b5 · черна пешка на бяло поле h5 · черен топ на черно поле h4 · бяла пешка на черно поле a3 · бяла пешка на черно поле c3 · бял кон на бяло поле d3 · черна пешка на бяло поле f3 · бяла пешка на бяло поле c2 · бял цар на бяло поле d1 · бял офицер на черно поле g1 | бяла дама на бяло поле a8 · черна дама на бяло поле d7 · черен цар на бяло поле h7 · черна пешка на бяло поле a6 · черен офицер на черно поле h6 · черна пешка на бяло поле b5 · черна пешка на бяло поле h5 · черен топ на черно поле h4 · бяла пешка на черно поле a3 · бяла пешка на черно поле c3 · бял кон на бяло поле d3 · черна пешка на бяло поле f3 · бяла пешка на бяло поле c2 · бял цар на бяло поле d1 · бял офицер на черно поле g1 | бяла дама на бяло поле a8 · черна дама на бяло поле d7 · черен цар на бяло поле h7 · черна пешка на бяло поле a6 · черен офицер на черно поле h6 · черна пешка на бяло поле b5 · черна пешка на бяло поле h5 · черен топ на черно поле h4 · бяла пешка на черно поле a3 · бяла пешка на черно поле c3 · бял кон на бяло поле d3 · черна пешка на бяло поле f3 · бяла пешка на бяло поле c2 · бял цар на бяло поле d1 · бял офицер на черно поле g1 | бяла дама на бяло поле a8 · черна дама на бяло поле d7 · черен цар на бяло поле h7 · черна пешка на бяло поле a6 · черен офицер на черно поле h6 · черна пешка на бяло поле b5 · черна пешка на бяло поле h5 · черен топ на черно поле h4 · бяла пешка на черно поле a3 · бяла пешка на черно поле c3 · бял кон на бяло поле d3 · черна пешка на бяло поле f3 · бяла пешка на бяло поле c2 · бял цар на бяло поле d1 · бял офицер на черно поле g1 | бяла дама на бяло поле a8 · черна дама на бяло поле d7 · черен цар на бяло поле h7 · черна пешка на бяло поле a6 · черен офицер на черно поле h6 · черна пешка на бяло поле b5 · черна пешка на бяло поле h5 · черен топ на черно поле h4 · бяла пешка на черно поле a3 · бяла пешка на черно поле c3 · бял кон на бяло поле d3 · черна пешка на бяло поле f3 · бяла пешка на бяло поле c2 · бял цар на бяло поле d1 · бял офицер на черно поле g1 | бяла дама на бяло поле a8 · черна дама на бяло поле d7 · черен цар на бяло поле h7 · черна пешка на бяло поле a6 · черен офицер на черно поле h6 · черна пешка на бяло поле b5 · черна пешка на бяло поле h5 · черен топ на черно поле h4 · бяла пешка на черно поле a3 · бяла пешка на черно поле c3 · бял кон на бяло поле d3 · черна пешка на бяло поле f3 · бяла пешка на бяло поле c2 · бял цар на бяло поле d1 · бял офицер на черно поле g1 | 3 |
| 2 | бяла дама на бяло поле a8 · черна дама на бяло поле d7 · черен цар на бяло поле h7 · черна пешка на бяло поле a6 · черен офицер на черно поле h6 · черна пешка на бяло поле b5 · черна пешка на бяло поле h5 · черен топ на черно поле h4 · бяла пешка на черно поле a3 · бяла пешка на черно поле c3 · бял кон на бяло поле d3 · черна пешка на бяло поле f3 · бяла пешка на бяло поле c2 · бял цар на бяло поле d1 · бял офицер на черно поле g1 | бяла дама на бяло поле a8 · черна дама на бяло поле d7 · черен цар на бяло поле h7 · черна пешка на бяло поле a6 · черен офицер на черно поле h6 · черна пешка на бяло поле b5 · черна пешка на бяло поле h5 · черен топ на черно поле h4 · бяла пешка на черно поле a3 · бяла пешка на черно поле c3 · бял кон на бяло поле d3 · черна пешка на бяло поле f3 · бяла пешка на бяло поле c2 · бял цар на бяло поле d1 · бял офицер на черно поле g1 | бяла дама на бяло поле a8 · черна дама на бяло поле d7 · черен цар на бяло поле h7 · черна пешка на бяло поле a6 · черен офицер на черно поле h6 · черна пешка на бяло поле b5 · черна пешка на бяло поле h5 · черен топ на черно поле h4 · бяла пешка на черно поле a3 · бяла пешка на черно поле c3 · бял кон на бяло поле d3 · черна пешка на бяло поле f3 · бяла пешка на бяло поле c2 · бял цар на бяло поле d1 · бял офицер на черно поле g1 | бяла дама на бяло поле a8 · черна дама на бяло поле d7 · черен цар на бяло поле h7 · черна пешка на бяло поле a6 · черен офицер на черно поле h6 · черна пешка на бяло поле b5 · черна пешка на бяло поле h5 · черен топ на черно поле h4 · бяла пешка на черно поле a3 · бяла пешка на черно поле c3 · бял кон на бяло поле d3 · черна пешка на бяло поле f3 · бяла пешка на бяло поле c2 · бял цар на бяло поле d1 · бял офицер на черно поле g1 | бяла дама на бяло поле a8 · черна дама на бяло поле d7 · черен цар на бяло поле h7 · черна пешка на бяло поле a6 · черен офицер на черно поле h6 · черна пешка на бяло поле b5 · черна пешка на бяло поле h5 · черен топ на черно поле h4 · бяла пешка на черно поле a3 · бяла пешка на черно поле c3 · бял кон на бяло поле d3 · черна пешка на бяло поле f3 · бяла пешка на бяло поле c2 · бял цар на бяло поле d1 · бял офицер на черно поле g1 | бяла дама на бяло поле a8 · черна дама на бяло поле d7 · черен цар на бяло поле h7 · черна пешка на бяло поле a6 · черен офицер на черно поле h6 · черна пешка на бяло поле b5 · черна пешка на бяло поле h5 · черен топ на черно поле h4 · бяла пешка на черно поле a3 · бяла пешка на черно поле c3 · бял кон на бяло поле d3 · черна пешка на бяло поле f3 · бяла пешка на бяло поле c2 · бял цар на бяло поле d1 · бял офицер на черно поле g1 | бяла дама на бяло поле a8 · черна дама на бяло поле d7 · черен цар на бяло поле h7 · черна пешка на бяло поле a6 · черен офицер на черно поле h6 · черна пешка на бяло поле b5 · черна пешка на бяло поле h5 · черен топ на черно поле h4 · бяла пешка на черно поле a3 · бяла пешка на черно поле c3 · бял кон на бяло поле d3 · черна пешка на бяло поле f3 · бяла пешка на бяло поле c2 · бял цар на бяло поле d1 · бял офицер на черно поле g1 | бяла дама на бяло поле a8 · черна дама на бяло поле d7 · черен цар на бяло поле h7 · черна пешка на бяло поле a6 · черен офицер на черно поле h6 · черна пешка на бяло поле b5 · черна пешка на бяло поле h5 · черен топ на черно поле h4 · бяла пешка на черно поле a3 · бяла пешка на черно поле c3 · бял кон на бяло поле d3 · черна пешка на бяло поле f3 · бяла пешка на бяло поле c2 · бял цар на бяло поле d1 · бял офицер на черно поле g1 | 2 |
| 1 | бяла дама на бяло поле a8 · черна дама на бяло поле d7 · черен цар на бяло поле h7 · черна пешка на бяло поле a6 · черен офицер на черно поле h6 · черна пешка на бяло поле b5 · черна пешка на бяло поле h5 · черен топ на черно поле h4 · бяла пешка на черно поле a3 · бяла пешка на черно поле c3 · бял кон на бяло поле d3 · черна пешка на бяло поле f3 · бяла пешка на бяло поле c2 · бял цар на бяло поле d1 · бял офицер на черно поле g1 | бяла дама на бяло поле a8 · черна дама на бяло поле d7 · черен цар на бяло поле h7 · черна пешка на бяло поле a6 · черен офицер на черно поле h6 · черна пешка на бяло поле b5 · черна пешка на бяло поле h5 · черен топ на черно поле h4 · бяла пешка на черно поле a3 · бяла пешка на черно поле c3 · бял кон на бяло поле d3 · черна пешка на бяло поле f3 · бяла пешка на бяло поле c2 · бял цар на бяло поле d1 · бял офицер на черно поле g1 | бяла дама на бяло поле a8 · черна дама на бяло поле d7 · черен цар на бяло поле h7 · черна пешка на бяло поле a6 · черен офицер на черно поле h6 · черна пешка на бяло поле b5 · черна пешка на бяло поле h5 · черен топ на черно поле h4 · бяла пешка на черно поле a3 · бяла пешка на черно поле c3 · бял кон на бяло поле d3 · черна пешка на бяло поле f3 · бяла пешка на бяло поле c2 · бял цар на бяло поле d1 · бял офицер на черно поле g1 | бяла дама на бяло поле a8 · черна дама на бяло поле d7 · черен цар на бяло поле h7 · черна пешка на бяло поле a6 · черен офицер на черно поле h6 · черна пешка на бяло поле b5 · черна пешка на бяло поле h5 · черен топ на черно поле h4 · бяла пешка на черно поле a3 · бяла пешка на черно поле c3 · бял кон на бяло поле d3 · черна пешка на бяло поле f3 · бяла пешка на бяло поле c2 · бял цар на бяло поле d1 · бял офицер на черно поле g1 | бяла дама на бяло поле a8 · черна дама на бяло поле d7 · черен цар на бяло поле h7 · черна пешка на бяло поле a6 · черен офицер на черно поле h6 · черна пешка на бяло поле b5 · черна пешка на бяло поле h5 · черен топ на черно поле h4 · бяла пешка на черно поле a3 · бяла пешка на черно поле c3 · бял кон на бяло поле d3 · черна пешка на бяло поле f3 · бяла пешка на бяло поле c2 · бял цар на бяло поле d1 · бял офицер на черно поле g1 | бяла дама на бяло поле a8 · черна дама на бяло поле d7 · черен цар на бяло поле h7 · черна пешка на бяло поле a6 · черен офицер на черно поле h6 · черна пешка на бяло поле b5 · черна пешка на бяло поле h5 · черен топ на черно поле h4 · бяла пешка на черно поле a3 · бяла пешка на черно поле c3 · бял кон на бяло поле d3 · черна пешка на бяло поле f3 · бяла пешка на бяло поле c2 · бял цар на бяло поле d1 · бял офицер на черно поле g1 | бяла дама на бяло поле a8 · черна дама на бяло поле d7 · черен цар на бяло поле h7 · черна пешка на бяло поле a6 · черен офицер на черно поле h6 · черна пешка на бяло поле b5 · черна пешка на бяло поле h5 · черен топ на черно поле h4 · бяла пешка на черно поле a3 · бяла пешка на черно поле c3 · бял кон на бяло поле d3 · черна пешка на бяло поле f3 · бяла пешка на бяло поле c2 · бял цар на бяло поле d1 · бял офицер на черно поле g1 | бяла дама на бяло поле a8 · черна дама на бяло поле d7 · черен цар на бяло поле h7 · черна пешка на бяло поле a6 · черен офицер на черно поле h6 · черна пешка на бяло поле b5 · черна пешка на бяло поле h5 · черен топ на черно поле h4 · бяла пешка на черно поле a3 · бяла пешка на черно поле c3 · бял кон на бяло поле d3 · черна пешка на бяло поле f3 · бяла пешка на бяло поле c2 · бял цар на бяло поле d1 · бял офицер на черно поле g1 | 1 |
|   | a | b | c | d | e | f | g | h |   |